# WORKING!!
『WORKING!!』（ワーキング）は、高津カリノによる日本の漫画作品。ヤングガンガンで2005年から2014年まで連載された。また、2010年から2015年までの間、第1期から第3期にわたってテレビアニメ化され、放送された。2015年6月時点でコミックス累計発行部数は458.1万部を突破している。

## 概要
スクウェア・エニックスの漫画雑誌である、『ヤングガンガン』の創刊2号にあたる2005年1号から2014年22号まで連載された4コマ漫画。北海道某所にある架空のファミレス「ワグナリア」を舞台に、そこに勤務する登場人物たちの日常を描く。登場キャラクター同士のボケとツッコミの掛け引きは軽快ながら巧みに交わされる。
通常6ページの連載で、時々2話掲載となる。4コマ漫画ではないショートストーリーの場合もある。4コマ形式の時はきちんとオチをつけながらその後のストーリーへつながってく形で構成されている。毎回1ページ目の半分に扉絵に相当する部分があり、掲載時にはそこでキャラクターの独白、あるいは会話が挿入されるが、コミックス収録時には取り払われている。話数は「〜品め」で表される。
元々は作者が自身のウェブサイトで不定期で連載している『同名のWeb4コマ漫画』（WORKING!! (WEB版)を参照）を、雑誌連載のために舞台設定と登場人物を新たに書き起こしたものが本作である。ファミリーレストランチェーン「ワグナリア」のWeb版とは別店舗の店という設定で、同じ世界観を共有している。店長の旧友や佐藤のバンド仲間などが勤めるなど、設定上のつながりのあるキャラクターも存在する。Web上で連載している方が「猫組」、ヤングガンガンに掲載される方は「犬組」と呼称されている。下記登場人物達も「販促」と称して一部サイトコンテンツに登場しており、登場人物の中には本編よりもサイトでの登場が多いキャラクターも存在する。
2006年6月30日より携帯コンテンツからの番外編配信も行われている。2007年1月25日からドラマCDが発売されている。また、2010年4月から6月までテレビアニメが放送された。2011年4月2日にアニメ第2期の制作、ブルーレイボックスとキャラクターソングの発売、イベントの開催が決定した。第2期の名称は第1期と区別するため「WORKING'!!」と「'」が加えられている。2012年5月には舞台版も上演された。
2014年12月25日発売の単行本最終13巻をもって完結。また同年8月10日に横浜国際平和会議場の国立大ホールで行われた、「WORKING!!」「サーバント×サービス」コラボイベント『夏祭りだよ!全員集合』において、アニメ第3期の製作決定が報告されている。
2015年1月5日発売のヤングガンガン2015年2号から後日談として『WORKING!! Re:オーダー』が6月5日発売の12号まで月一連載され、「猫組」のキャラクターも交えた作品になった。
2016年4月2日AM0時10分公式Twitterにて『猫組』のTVアニメ化が発表された。『WWW.WORKING!!』のタイトルで2016年秋から放送を開始（詳細はWORKING!! (WEB版)を参照）。

## あらすじ
北海道にあるファミリーレストラン「ワグナリア」。そこで働く種島ぽぷらに誘われて小鳥遊宗太はワグナリアでアルバイトをすることになった。仕事をしない店長白藤杏子、男嫌いの伊波まひる、家出中の山田葵、普通を追い求める松本麻耶、人のことなら何でも知っている相馬博臣、帯刀している轟八千代、そしてヤンキー外見でヘタレな佐藤潤など個性的な同僚たちに囲まれて今日もワグナリアは営業する。

## 登場人物
声の項はドラマCD版 / テレビアニメ版のキャスト。1人しか記載されていない場合はテレビアニメ版のキャストとする。演の項は舞台版のキャスト。

### 主要人物
小鳥遊 宗太（たかなし そうた）
声 - 鈴村健一 / 福山潤 / 演 - 浜尾京介
本作品の主人公。「ワグナリア」フロア担当。16歳の高校1年生。身長172 cm→175 cm（11巻）。初登場は「1品め」（第1巻）。安いので、モヤシが好き。
作中ではいわゆる「ツッコミ役」の立ち位置にある。学業・アルバイト・家事全般をこなす真面目で礼儀正しい少年だが、奇人揃いの家族やバイト仲間のせいで酷い目に合う役回りが多く、まひるに殴られたり、仕事のできない葵に手を焼いたりと苦労が絶えない。一方、動揺した際には乱暴な口調に変わったり暴言を吐いたりすることも少なくなく、相手によっては理不尽に暴力をふるうという精神的未熟さも見られる。
小さいものやかわいらしいものを病的に好む「ミニコン」という性癖を持っていて、幼児やぬいぐるみばかりか微生物までも好む。女性観は「12歳以上の女性は年増」（ただし小学生並みの小柄な種島は例外）。アルバイトを始めた理由もバイトの勧誘をしていた種島のかわいさに釣られたからであり、彼女には特に甘い態度をとる。子供や小動物の扱いにも手馴れており、嫌われることも無い。頭を撫でることが得意で、ぽぷらによると「あまりの心地よさに病みつきになる」ほど。家庭や職場でアクの強い年上の女性に悩まされているため、ミニコンの度合いはますます強くなっている。種島のかわいさは気に入っているが恋愛感情は持っていない。
本人は周囲に家庭環境を隠そうとしている。しかし、伊波と相馬にはほどなくバレている。また、音尾には家族の件を吐露している。アルバイトを続けるのは、貯金して一刻も早く家を出るためである。しかし、彼を頼っている姉妹達のことを完全に嫌っているわけでもなく、姉たちの祝い事の際には何かしらの企画を考えたりもしている。
店長の白藤とは性格的にもそりが合わず、バイト採用初期の頃にうっかり「意外とトシなんですね」と発言してしまったことから、報復で週7日（要するに毎日）のシフトを組まれた。最も本人は罵るつもりは全くなく、年齢を聞いて意外そうに言っていた。ただしアニメでは、後に週6日に緩和されている（第1期第1話より）。本人はこの過密なシフトを、店にいると、家で兄妹と一緒にいなくて良い事や家でも休めることが出来ないからなのか、素直に受け入れている。
女装するとかなりの美人になり、ワグナリアでは通称「ことりちゃん」と呼ばれているが、本人は幼少期のトラウマ（倹約のため物心つくまで、よく姉達の服をお下がりで着せられていた）のため女装することを極端に嫌がっている。
まひるの男嫌いを治すための世話係を押し付けられた結果、まひるに恋心を寄せられることになる。まひるに積極的な桐生の登場以降感情的になることが増え、ついにまひるを異性として「かわいい」と意識しはじめたことと桐生のさりげない発言、さらにまひるの想いを知ってしまったことで従来の嗜好（12歳以上は年増）との折り合いをつけられなくなっており、そこを相馬と桐生にいじられている。現時点（2011年5月）でのまひるへの態度は作者によるとツンデレ。特にまひるを意識しはじめてから、マイブームと称して壁や電信柱に思いっきり頭をぶつけて気を紛らわせることが増えている。ただ、世話役着任からしばらくの間はまひるに相当殴られていたので、まひるに恐怖を覚えていた時期もあった（今も恐怖が拭い去られたわけではない）。11巻で、伊波を励ますために自分から彼女に触り、そこから殴られなくなった。最終巻（13巻）では様子を見に来た母親と交わした「嘘をつかない」という約束を、ツンデレが原因で破ってしまい、その罰の「女装してバイトへ行く」ことも破り、その結果、自宅に監禁されバイトを辞めさせられそうになった。しかし、伊波が数々の試練（小鳥遊4姉妹の妨害）を乗り越え、種島の手助けもあり無事に母親を説得。その後、伊波に告白することを決意し、ようやく付き合うことになった。
作者のウェブサイトの「うろんにらくがき」というコーナーでの四コマ漫画にて高校教師になったことが明かされており、オウルナイトの主人公の宇佐木の高校時の教師であった。
身体は耐久・持久ともにかなり丈夫。また梢から教わった護身術も体得していて、空手部主将の桐生よりも強く、まひるには力では及ばないものの攻撃の回避や静止ができ、パンチを受けないようにすることもできるが、女性に対しては、姉に痛めつけられた経験から本能的に抵抗できない。
まひるに何度も殴られているがメガネは丈夫で、なかなか壊れなかった（殴られて割れている描写は幾度かあったが、その設定は引き継がれていない模様）。しかし日々のまひるからの攻撃によるダメージが蓄積され、ある日少し触っただけで突然壊れた。メガネが無い状態での視力は、種島と山田の区別も不可能な程悪い。
ことりちゃん
極まれに現れる「ワグナリア」フロア担当の幻のスタッフ。宗太の仮の姿。命名者は佐藤（初登場前に「ことり」と記した名札を着用した宗太の描写も見えるが）で、名字の一部から採られている。まひるの父親が来店する際、まひるが宗太を女と言ってしまったため、女装するハメになった。その後まひるの父をとあることを理由に一喝したが、この時は女装はバレなかった。
かつら・メイクおよび変装道具は葵から提供してもらったもので、制服はワグナリアにあったものを借用している。ことりちゃんになる際、制服は相馬が用意し、メイクは葵が行っている。また佐藤からは胃薬をもらっている。メガネは外しているが、アニメによると松本のコンタクトを着用しているとのこと。
ぽぷらの憧れの女性像であり、誌面の人物紹介では「本編中で最美人」。男性客からも「かわいい」と好評な様子。また桐生は相馬の策略で当初はことりちゃんを「山田」と思い込んでおり、女装した宗太であることにはしばらく気づかなかったが、後に声でバレてしまう。

種島 ぽぷら（たねしま ぽぷら）
声 - 門脇舞以 / 阿澄佳奈 / 演 - 宮﨑理奈
本作品のもう一人の主人公。兼ヒロイン。「ワグナリア」フロア担当。17歳の高校2年生（理系）で、宗太と同じ高校（進学校）の先輩。ただし、学校での面識は無かった。初登場は「1品め」（第1巻）。
相馬が佐藤や轟を脅しているのを見た音尾からの「いやし系」という採用条件に合致しただけの理由で採用されている。「ぽぷら」という名前はポプラの木のように大きくなってほしいという願いから命名された。ただし、作者がこのように名付けたのは「嫌がらせ」とのこと（それとは逆に苗字の種は小ささをイメージで）。大きなポニーテールがトレードマークで、アニメではアホ毛が加えられている。
ワグナリアのマスコットキャラクター的存在。基本的には面倒見が良く誰に対しても気兼ねなく接する常識人で、スタッフの人間関係に気を回すなど仲間意識はかなり強く、世話焼きな面を見せる。そのため、白藤から八千代がバイトを辞めたあとの後任としてアルバイトチーフになるよう指名されている。ただし、時折非常に失礼な言葉を使うことがあり（本人に悪気は無い）、特に音尾が傷つけられている。また轟の帯刀は全く気にしていない。
よく小中学生と間違えられるほどに小柄で、本人はコンプレックスを感じているが、宗太からは非常に気に入られている。また同じ理由で制服は特注品。腕力も弱く、食器の片付けや力仕事ができない。内面・性格も子供に近く、根が純粋で騙されやすいので佐藤を筆頭によく他のスタッフにからかわれている。反面佐藤に対しては、片付けを代わってもらったり相談事を持ちかけるなど店内では最も頼りにしている節があり（踏み台扱い）、相性も極めてよいが、仲良しは付き合うものだと葵に指摘された時には、互いに「こんなお子様やだ」と即答し、即座に佐藤と喧嘩をするほど恋愛感情は無い。
なぜか宗太の小鳥遊という苗字を「たかなし」と発音できず、常に「かたなし君」と呼んでしまうが、終盤に1度だけ正しく呼ぶことが出来たにも関わらず「間違えた」と発言していることから、途中から「かたなし」と認識している。憧れの女性は女装した宗太で、一時期強引に女装を迫ったこともあった。胸は体の割に大きすぎるらしい。
本人によると「両親も小柄」。
菓子パン1個で満腹になるなど、かなりの小食かつ偏食家。特にピーマンは夕食に出ると家出しようと考えるほど嫌い（後に白藤のアドバイスもあり克服したとみられる描写がある）。炭酸飲料も苦手。ただし背を少しでも伸ばしたいので牛乳を毎日飲んでいる。
作者のウェブサイトの「うろんにらくがき」というコーナーで作者が最も頻繁に描くキャラクターで、単なる一枚絵や小ネタとして描かれる以外にも、『ヤングガンガン』の発売日やサイトの更新などについての告知の役割を果たすことが多い。作者曰く「姿が見えていない回も、小さくて見切れているだけで毎回出演している」。設定段階では、ライオンのヒゲのような髪型だった。また作者は彼女を「たねじま」と読む。
伊波 まひる（いなみ まひる）
声 - 中原麻衣 / 藤田咲 / 演 - 阪田瑞穂
「ワグナリア」フロア担当。17歳の高校2年生。初登場は「5品め」（第1巻）。モチーフは“小枝のように華奢な子”。
採用の理由は、身長が低くて非力なぽぷらが仕事で佐藤の手を借りている様子を見た音尾が「（店の）戦力になる子を」と指示するが、それを「（力での）戦力になる子」と誤解し、まひるが面接でテーブルを叩き壊したのを見た白藤が「戦力になる」と判断したため。やや癖のあるショートヘアと、左のこめかみに付いた2個のヘアピンが特徴。なお、ヘアピンは宗太に褒められて以来毎日換えている。
本来はおとなしく優しい性格の少女だが極度の男性恐怖症で、男性に近づかれたり触られたりすると老若人畜を問わず本能的に殴り倒してしまう癖がある。しかも壁や電信柱などを軽々と破壊できるほどの腕力を持つ。握力や脚力も相当な物。雪だるまですら、性別が男と分かると破壊している。生身はおろか絵や写真にすら拒否反応を起こすため、趣味は読書（挿絵の無い小説など）になっている。通っている高校はもちろん女子校。また作者のらくがきによると、男性名詞も駄目で、将棋倒しも駄目な模様。スタッフからは、いつか店ごと壊されるのではないかと心配されている。照れ隠しや口封じにも暴力を使うことがある。ただ、殴るときは本人は手加減しているという。
宗太は当初「命の危険があるから」という理由でまひると同じシフトにされていなかった。初めて2人が対面したのは白藤のシフトミスによるもの。現在は恐怖症克服と被害拡散防止のための「世話役」である宗太を主に殴っている。そのため宗太はマジックハンドをリードにして狂犬を扱うように世話している。当初は自身の癖や宗太の趣味が原因で仲が良くなかったが、何度殴られても根気よく接してくれる彼に少しずつ心を開いていき、あることをきっかけに恋愛感情を抱く。とはいえすぐに男嫌いを克服したわけではなく、相変わらず宗太のことは殴っていたが、ある事件をきっかけに殴るのが止まった（その事件の前からも、小鳥遊を気遣って代わりに壁を殴ったこともあり、事件後でも殴る前に自らが気絶してしまったこともあった）。男嫌いも徐々に克服しつつある。また、他のある事件により宗太に想いを知られてしまったが、気付かれていないと信じている。
男嫌いであるために、買い物が満足にできない、公共の乗り物を利用できない、男性教師の授業をまともに受けられないなど、日常生活にも大きな支障が出ており、アルバイトの志望動機は「男嫌いを治すため」である。現時点で男性に対する接客が満足にできた様子はないが、逆に女性に対する接客はほぼ完璧である。
男嫌いになったのは、幼少時代に自分を溺愛しすぎた父親に、徹底的に「男は危険なもの」と刷り込まれたことが原因（その刷り込んだ張本人である父親でさえ殴り飛ばしてしまう）。恐怖症を除けば真面目で常識的だが、パニックに陥りやすく（特に男性と接する際）焦るとピントのずれた言動をしたり、赤面症になって身体全体から湯気が立つほど発熱し、この熱で持っていたチョコが溶けたり携帯電話が壊れたりするほど。この熱はぽぷらによって生クリームの解凍に活用されたことがある（ネタ的に）。この驚異的な腕力も、父親が、近づく男を倒すためにまひるに腕力を付けさせるべく、こっそりとまひるの鞄に重りを入れられたりしたためである。この重りを入れてもなおまひるは鞄は軽く感じており、男嫌いを克服しようとしている今でも鞄に重りは入れている。そのため、腕力やパンチの精度は日に日に強くなっていっているという。
スタッフで唯一小鳥遊家の四姉妹全員と面識があり、小鳥遊家に2度宿泊しているが、泉が自分の好きな恋愛小説の作者であることには気づいていなかった。最終巻おまけ漫画で全巻持っていることが明かされている。
胸が小さいことがコンプレックスで、遥かに小柄なぽぷらや小学生のなずなよりも小さく、友人の北原（および作者）からは「ないちち」とまで言われている。らくがきで擬物化を行った際には「まな板」にされた。アニメ版のキャラクターデザイナーおよび作画スタッフに作者は出来るだけ胸を小さく描くことをアドバイスしている。なおファンブックの作者の回答によると、大いなる（絶）壁を越えて欲しいため、胸は小さくしたとのこと。
作者のWebページでの人気投票では他を引き離しての第1位。あまりにも男性を殴りすぎるため、また照れ隠しで相手をボコボコにすることもしばしばあるため、「ボコデレ」という新たな萌え属性として認識されている。
轟 八千代（とどろき やちよ）
声 - 河原木志穂 / 喜多村英梨 / 演 - 杉本有美
「ワグナリア」フロアチーフ。20歳のフリーター。初登場は「4品め」（第1巻）。モチーフは“大和撫子”。醤油味のお煎餅が好き。ワグナリアではバイト歴は最長。
人格者で常に笑顔を絶やさない働き者。独特のほわほわした雰囲気を持っているため、小鳥遊は調子が狂うらしく、やや苦手としている。また佐藤はこの雰囲気にうっかりときめいてしまい、4年間延々と片思いを続けている。人見知りが非常に激しいため、白藤の友人筋とバイト仲間以外に人脈がない。
「実家が刃物店だから」という理由で小学生の頃から特注品の日本刀を持ち歩いている。なお刃が下向きの天神差しスタイルだが、これは作者が特に意識せず描いたためで、設定として深い理由はない。
小学生時代にイジメ（理由は帯刀）から救ってもらって以来、白藤を慕っており、それからずっと彼女の身の回り（主に食事）の世話をしている。バイトを始めたのも白藤が採用された時にその場で「杏子さんのそばで働かせてください」と音尾に直訴したため（当時16歳）。白藤に対する依存度は、彼女を模した巨大ぬいぐるみを持っていたり、彼女が出張で2日いなくなるだけでも大きく動揺するほどで、彼女のノロケ話を始めると、仕事そっちのけで数時間はしゃべり続ける。名前の由来は「忠犬ハチ公」。白藤に食べ物を与える人間をライバルとみなす癖があり、お土産好きの音尾は完全に敵とみなされてしまっている。また、白藤目当ての男性客を闇討ちするという少々病んだ一面も。
スタッフの仕事をうまくさばいて店内の雰囲気とスタッフの人間関係の両方を良好に保つなど、チーフに見合う仕事スキルはある。ただし「杏子さんがいないから」という理由で高校にほとんど通わなかったため、学がなく世間知らずな面がある。また機械オンチでもあり、最近購入した携帯電話の扱いにも非常に苦労している。さらに人見知りで接客されるのが苦手なため通販を愛用しているが、こちらもネットが使えないためハガキを送って購入しているほど。
佐藤に関しては、「ヤンキーみたいで怖い同い年の人」から始まり、次第に打ち解けて連載開始時点では「同い年の友達」であり、ストーリーが進むにつれて徐々に関係が変化しており、「男性の中では一番好き」となり、さらには佐藤が好きな相手と幸せに過ごす姿を想像して嫌だと感じるようになって「お友達したくないかも」と友達以上の関係を望むなど進展し、ついに佐藤の告白を喜んで受け入れた。この感情の進展は、宗太のまひるに対する感情の進展の仕方と類似しており、本作の見所の一つとなっている。佐藤と付き合いだしてからは、自分を変えたいと強く思うようになり、「ワグナリア」でのバイトを辞める決心までしてしまう。惚気の内容は白藤から佐藤に変更しており、作中で美月が5時間も聞かされている。
金髪のセミロングで、伸ばした方の髪先がカールしている。小学校時代はこめかみのあたりにツインテールを、中学時代は三つ編みを、高校時代は後頭部にツインテールを組んでいた。目は細くいつも線で描かれているが、僅かに目が見開いている姿も描かれている。
白藤 杏子（しらふじ きょうこ）
声 - 皆川純子 / 渡辺久美子 / 演 - 水谷妃里
「ワグナリア」の雇われ店長。28歳。10月22日生まれ、血液型B型。初登場は「1品め」（第1巻）。モチーフは“クールビューティー”。
長身で男言葉でしゃべるクールな女性。黒髪のボブカットと巨乳が特徴。年齢を気にし始めており、その手の話題には敏感に反応する。葵と松本以外の女性スタッフからは「杏子さん」、その二名と男性スタッフからは「店長」と呼ばれている。状況が呑み込めなかったり、何でも手っ取り早く済ませようとするバカでもある。
できる仕事はレジくらいで、ほとんど仕事をしていないにもかかわらずかなりの大喰らいで、店の食料品を勝手に食べてばかりいる傍若無人な人物。仕事に対する意識は高く、まれに上司として助言をすることもある。終盤では、母の言いつけでバイトに行き辛くなった宗太の復帰に一躍買い、まひると顔を合わせづらい彼の願いを聞いてシフトをずらすなど、店長としての仕事ぶりを遺憾なく発揮した。元々アルバイトの採用は彼女が行っていたが、採用基準がどこかずれていて音尾に度々注意されたため、面倒になってぽぷらをスカウトに行かせた。結果的に宗太がチョイスされるきっかけになっている。
基本的に好き嫌いなく何でも食べるが、好物は轟の作るパフェ。たまにお菓子のお土産を持って帰ってくる音尾を、「お菓子そのもの」としか見ておらず、お土産を差し出すまで音尾の存在自体に気づかないほど。佐藤に対しても「めし」という認識。「食べ物をくれる人間は好き」と公言しており、たびたび食べ物で買収される。音尾が連れ帰った葵に対しては当初、「お前（音尾）が持って帰るものは食べ物以外認めない」とアルバイト採用を拒否していたが、音尾のアドバイスで葵が菓子折を用意していたことであっさり買収されている。さらになずなが“職業体験レポート”としてワグナリアに入ったのも買収によるものである。
幾ら食べても太らない上に、いいところ（胸）には栄養がいくことをまひるに羨ましく思われている。
酒を飲むと食欲が増し、自身この状態をも「大変な事」と自覚しているので酒は自粛している。休みの日はだらだら過ごすか、大食いチャレンジの店を荒らしまわっている。テレビは見ない。
学生時代はいわゆるスケバンで、現在でも態度の悪い客に手荒に対応をしたり、学生時代の舎弟を使って制裁を加えたりなど物騒な行動も見られる。バットで壁を壊したこともあった。学生時代から当時小学生だった轟と付き合いがあり、異性との恋愛を許さないほど大事にしている。佐藤が轟を好きなことを知り保護者的心配もしたが、轟が佐藤に好意以上の態度を示したため、動揺しながらも様子見にした。最終的に佐藤を問い詰めて轟に告白する様追い込み、受け入れた轟を「もうお前はいらない」と突き放して二人の関係が進展するように計らった。また舎弟は大勢いて、いざという時は呼び出して手伝ってもらったり、ワグナリアの売上げに貢献してもらったりしている（真柴兄妹もその一部）。
態度の悪い客には暴言を吐いたり暴力を振るうこともあり接客態度は決して良くないが、相馬の口から「店長目当ての客」の存在が示唆されており、また彼女のスタイルに客がみとれている描写があるなど、そこそこファンがいる様子である。
作者によると名前は犬っぽいイメージ（「シロ」が付く名前）から付けられている。Webページ掲載の『WORKING!!』（猫組）に登場する店長の榊研一郎とは同級生で高校時代から付き合いがあり、榊からは「シロちゃん」と呼ばれる。杏子曰く「飼い主と犬の関係」で当時から食料をねだっている。轟が佐藤と付き合いだしてからはさらにその頻度は上がっている様子。アニメでの愛車はフィアット・500である。現実の同車の定員は4人だが、劇中では5人で乗車する場面が見られる。
佐藤 潤（さとう じゅん）
声 - 野島裕史 / 小野大輔 / 演 - 大山真志
「ワグナリア」キッチン担当。20歳の大学生。初登場は「3品め」（第1巻）。いつも無表情で感情の起伏の少ない青年。ヘビースモーカー。16の頃からワグナリアで働いている古株。
面接の際に白藤からは“服装が適当、無愛想、生意気そう”と評価されたが、轟の帯刀に悩む音尾の「帯刀していない人」という条件に合致した（と白藤が誤解した）ために採用されることとなった。
伊波が「ヤンキーっぽい」というような外見をしているが、小鳥遊や相馬に「店で一番いい人」と言われるほど人がよく、非力な種島の代わりに力仕事を引き受けたり、葵が店から締め出されることを予想して様子を見に戻ったりしている。接客が嫌いだったり歌を歌うのを拒否したりと、見た目に反してシャイ。
「背が高く、優しく、外見はそこそこいい」ため相馬や友人の吉田によるともてるらしい（本人は否定）。また、アニメでは接客に出た際、女性客にうっとりされる場面も見られる。
働き始めた当初から轟に恋愛感情を抱いているが、当の彼女は白藤に夢中のため全く気づいてもらえず、加えて数少ない同年代の友人として信頼されているため手を出すことも出来ず生殺し状態となっており、気苦労が絶えない。そのため胃薬・頭痛薬・心が落ち着くアメなどを常備しているが、ストレスが限界近くまで溜まると仕事を早退することもしばしば。
当初は轟と名字で呼んでいたが、後に轟自身の要望で下の名前である八千代で呼ぶようになった。また彼女への想いを確かにするため、達成できなかったらアルバイトを辞める決意を本人に話すほど親密度は高い。しかし褒められただけで咽たりする他、二人きりになってもまともに口が利けなかったり、飲みに誘っても日取りを決められなかったりと押しが弱く、相馬、葵には「ヘタレ」扱いされている。
轟とは幾度ものアプローチや行き違いの末、ついに告白して受け入れられた。しかしこれは夢だと現実逃避するなどヘタレとストレスからは解放されていない。むしろ彼女となった轟から自分について惚気られるなど新しいストレス源が出来た。コミックス12巻では相馬の前で胃薬を大量買いするおまけページがある。なお、轟との交際を機に相馬の勧めもあって禁煙を始めている。
諸々のストレスを種島をからかうことで発散するという悪癖がある。しかし彼女の扱いに関しては非常にうまく、繊細かつ大胆で常にやり過ぎないギリギリのラインを見極めており、宗太も嫉妬を覚える程感心しており、巧みなフォローを入れたりメモを取ったりしていることから「種島いぢめ」として研究している節もある。白藤や伊波の扱いにも長けており、轟以外への接し方は要領が良いと言える。もっとも作中のワグナリアスタッフで、伊波に殴られた描写がない唯一の男性キャラだが、「色々工夫している」結果であり、時には死を覚悟するほどに怖がってはいる。
轟より明るめの金髪で前髪で左目が隠れているが、完全に隠れているわけではなく左目の描写も多数ある。店内一の長身で、現在も伸び続けている（幼少期は小柄だったとのこと）。一人暮らしをしているが実家、大学共に近いらしく、通勤は親の車（B6型アウディ・A4）を使用している。一人暮らしをしている理由は「でかいのがうろうろしていると邪魔」と家族に言われたかららしい。
Webページに掲載の『WORKING!!』（猫組）に登場する足立正広やらくがきまんがの吉田とはバンド仲間（ギターリスト）。しかし佐藤と足立が人見知りなためライブ等主だったバンド活動は行わない（本人曰く「バンドを組んでいるという事が重要」らしい）。ぽぷらのいじり役や足立との絡みでらくがきまんがにもよく登場し、本編にもまして様々な手段でぽぷらをからかっている。食べ物絡みの時は全て佐藤が購入したか調理した物である。
作者のウェブサイトの「うろんにらくがき」というコーナーで八千代との娘が出ており、友人の足立の息子や鎌倉の子供と仲良く遊んでいるが、鎌倉の子供から、娘が何故娘が自分達と同じくらいのお年では無いのか聞かれ、返答できずにいた。
境遇への同情票が多く、人気投票では常に2位を獲得している。
相馬 博臣（そうま ひろおみ）
声 - 藤田圭宣 / 神谷浩史 / 演 - 加藤良輔
「ワグナリア」キッチン担当。20歳。秘密主義者のため経歴不明。仲の良い同年代の佐藤・轟も私生活を知らない。葵からは様々な経歴をねつ造されている。初登場は「27品め」（第2巻）。
佐藤を“チャラ男”と思った音尾からの「真面目な人」という採用条件に合致しただけの理由で採用している（採用当時18歳）。正確には、面接の時点でワグナリアの間取り・人間関係・取引先などを調べ尽くしていたことを白藤が勝手に真面目と判断しただけ。なお、音尾とその妻・春菜とは、採用される前から面識がある（春菜とは「話友達」）。
一見笑顔を絶やさない好青年だが、実は噂話やゴシップが大好きで店員の大半の弱みや個人情報を握っており、それをダシに「説得」と称する脅しをしばしば行う怪しげな人物。その結果、自分の仕事は他の誰かが「やってくれている」ため、忙しい時でも暇そうにしている。基本的に話しかけるのは、相手のことを知ってから（=弱みを握ってから）。入店して2年ほどだが、なぜかそれ以前の轟や佐藤に関する情報を知っており、当時の写真まで持っている。「人の心を読む」「うにのとげを一瞬で数える」などの人智を超えた特技を多数持つ。
登場当初こそ（宗太から）「最強」と称されたが、まひるだけは気配すら感じず、かつ傍に寄っただけで話しかけるまもなく殴られるため苦手にしており、宗太が来るまでは最も殴られる確率が高かったと述べているほど。宗太の出現と携帯電話（電話番号の入手経路は不明）を介するというコミュニケーション方法の確立で、直接殴られることは少なくなった。その他、弱みといえる弱みの無い人（音尾）や、自分の想定からかけ離れた人（相馬の情報網でも捕まらない音尾春菜）も苦手としている。また情報を持っていても白藤は気にせず、佐藤にはフライパンで殴られるため通じない。そして秘密主義者であることが仇となり、葵から同情されて泣かれ、それがぽぷらに飛び火し、生まれて初めて弱みを握られてしまっている。ワグナリアスタッフが誰も相馬の素性を知らなかったことなどから、葵からは「かわいそうまさん」と呼ばれる。
同じ担当のためか佐藤と一緒にいることが多く、よく彼の恋愛事情をからかっては反撃として殴られている。どんな時でも｢物事が面白くなるであろう展開｣にことを進めるため、しばしば佐藤や宗太に怒鳴られている。
宗太・佐藤曰く「ドS」で、Sっ気の強い女性をいじるのが好きらしい。食べ物の好物はエビフライ、ハンバーグと牛タン。また甘いものに目が無く、たい焼きは大好きで、納豆には山盛りの砂糖を入れている。
単行本カバー下漫画では金髪・巨乳・頭が悪くない（=葵以外の）人が好みであるとも明かしており、葵は恩返しとして相馬の嫁探しに出た結果、Re:オーダーでその全ての条件を満たすWeb版の近藤妃を姫付きで連れ帰った。
上記のように葵のことは好みではないと断言しているが、一方で自分を慕ってくる彼女のことを憎からず思ってもいるようであり、律儀に彼女の相手をしたり、彼女の兄だと目星を付けていた桐生に会わせないようにしたりと、彼女がワグナリアに留まれるよう陰で尽力していた。桐生と葵が遭遇した際も葵を庇っており、音尾に「本当の兄みたいだね」と指摘されている。
情報源は主婦のほか、近所の子供、近所の動物と幅広いがその性格ゆえ友人はいない。
元々猫組の近藤妃に関連してweb上に登場した人物だが、犬組での掲載に関係して内容は削除されている。ただし好物がたい焼き・高校時代に風紀委員をしていた、軽はずみな発言（作者コメント）などから当時の設定の一部が生きていることが判明している。
音尾 兵吾（おとお ひょうご）
声 - 中村大樹 / 中田譲治 / 演 - 高橋立
「ワグナリア」マネージャー。37歳。初登場は「8品め」（第1巻）。モチーフは“日本のお父さん”。
行方不明の妻を捜して日本中を転々としており、時々お土産を持って店に帰ってくる。主に妻に似ている者や、縁があるものを買ってくることが多い。ただし、決して似ているとはいえないものも多々ある（鬼面など）。
立場上、ワグナリアでは最も偉い存在であるが、物柔らかで腰が低いためそのように見えない。妻探しや葵からの強引な養子縁談などもあって不在がちで存在感が薄く、スタッフからは雑に扱われている。ただし店にいる僅かな時間で経営の仕事を全てこなすなど、優秀である。
かなりのお人好しで、また他人を怒ることも苦手。葵に対して一度怒ったことがあるが、言葉遣いや雰囲気が全く変わっていないため、宗太に驚かれた（というよりもあきれられた）。葵からは現在こそ父親のように慕われているが、初めは「なんでも言うことを聞いてくれそう」と思われていた。その反面、相馬から握られる弱みらしい弱みが一切ないというある意味すごい人でもある。
妻の春菜が戻って来てからは常駐しているらしいが、存在感が希薄過ぎて相馬にさえ存在を認識されておらず、小鳥遊と伊波、佐藤と轟の恋愛事情を目撃しながらも気づかれないため（春菜も同じ）、種島と葵からは「ステルス夫婦」と思われている。
中年男性らしく若者と接するのが苦手で、特に変人揃いのワグナリア内の女性スタッフとの接し方に悩んでいる。なお、まひるとは「9品め」（第1巻）の時点で面識はなかったが、「15品め」（第1巻）で初めて対面した。
まひるからは（白藤の吹き込みで）女性と思われていた。また、暴力から回避させるため、宗太の助言によりまひるからは「空気」扱いされている。
女性スタッフの中でも特に轟を苦手にして（というより恐れて）いる。理由は白藤が音尾のお土産だけを心待ちにしており、それを轟が「食べ物を与えてなつかれては困る」といって斬りかかることから。
ドラマCDではキャストにはあるものの全くと言っていいほど出番が無い。
山田 葵（やまだ あおい）
声 - 植田佳奈 / 広橋涼 / 演 - 大野未来
「ワグナリア」フロア担当。自称16歳だが「この年齢でアルバイトは……」という菊乃のセリフから明らかに中学生相当。一人称は「山田」。ただし苗字は偽名。初登場は「47品め」（第3巻）。音尾が旅先から連れ帰った少女。名前、年齢、経歴全てが自己申告であり、実際は家出中で山田桐生は実兄。相馬は正体を知っているらしい（宗太の問いかけを否定しなかった）。和人形のような長い黒髪が特徴で、髪以外の顔パーツが白藤に微妙に似ている（アニメでは白藤の顔の各パーツに少し丸みをもたせ大きめに描かれている）。そのため佐藤にちょっとイラつかれている。ただ彼女が白藤に変装をしても轟には別人にしか見えない。身長は作中の登場人物の中では小さい方なのだが宗太のツボにははまらないらしくカワイイモノとして扱われていない。
一見ミステリアスな雰囲気を醸し出しているが、実は単純でどこか間が抜けている。自信家で態度が大きい上に無駄な発言が多いトラブルメーカーである。それでいて仕事では全く役に立たないためいつまでも研修扱いで、店内での立場は低い。「割りまくりクイーン」を自称するほど多数の皿を割り、パフェを作る以外は基本的に何もできない。
音尾など自分に優しく接してくれる人にはよく甘えたがり、逆に厳しい宗太・佐藤を苦手としている。相馬と同じくゴシップ好きで女性スタッフの中では人間関係に目ざとい方だが、思ったこと、気づいたことはすぐに表情や口に出すため、嘘や気遣いはあまり得意でない。
普段はワグナリアの屋根裏に住み着いている。生活に必要なものはフロアから調達しているが、食料だけは勝手に持ち出すと白藤に怒られるので、客として食べている。
好物は納豆。一度キッチンの冷蔵庫を納豆で埋め尽くし、佐藤に怒られたことがある。納豆にマヨネーズやケチャップなど様々な調味料を混ぜる独特なトッピングを行う。
家出した原因は、父親が死んでから母親がお受験のための勉強を執拗に迫るようになり怖くなった（葵の誤解だった）のと、自分が作った特製納豆を桐生が勝手に食べてあまりおいしくなかったと評されたため。
家出中のためか家族というものに憧れており、気に入った人を自分の家族「山田ファミリー」にしたがる。特に父親に強く憧れ、ファザコンの気がある。音尾が理想の父親像らしく異様に懐いており、彼が帰ってくるたびに養子縁組を申し込んでいる。なずなには「山田ファミリー」を作りたがるのは「寂しくて構って欲しいだけ」と見抜かれている。実際母親は大変で家出した葵を探すどころでは無いと桐生に告げられており、小鳥遊家で家出の事情を話した際にはその重さに宗太となずなを困らせた。
変装用具、盗聴器など一式を所持しており、宗太がことりちゃんに変装する際に活用されている。桐生によると「妹は怪盗の如く何者かに変装する」。また人探しが得意という特技があり、音尾や相馬すら中々発見できない春菜を簡単に連れ帰ることができるほか、Re:オーダーでは「相馬の好みとピッタリな」近藤妃を見つけ出して相馬と引き合わせている。
原作では「88品め」で宗太（ただし、ことりちゃんの姿で）とまひるがデートした際、アニメでは第1期第8話でワグナリアスタッフと温泉旅行に行った際、学校の制服（アニメでは女子用のクリーム色のブレザー）で行動していたことから、当初は私服を持っていないと思われていた。現在は相馬に買ってもらった私服を着用している。また、同様に彼に買ってもらった熊のぬいぐるみに「デイジー」と名付け、大事にしている。
行方不明の春菜と三度遭遇してついに音尾の元に連れ帰っただけでなく、帰還後に忽然と消えた春菜をすぐに見つけ出すなど、春菜捜索では重要なキャラクターでもある。
現在は兄・桐生の努力の甲斐もあってか、徐々に兄弟仲は改善されつつある。

### ワグナリアスタッフ
- 概要にある通り、「ワグナリア」は北海道某所にあるファミリーレストランで、チェーンストア体制を採っているという設定。北海道限定展開ではなく、全国店舗であることが示唆されている[comic 5]。店長も雇われ店長である。
- 宗太の働いている店では当初、店長・白藤杏子（以下白藤）の方針で色恋沙汰を禁じていた。これは互いの関係がぎくしゃくした時に店内が機能不全に陥る可能性を憂慮してのことである。実際に、葵の発言がきっかけでこの事態が生じている[comic 6][anime 3]。しかし佐藤の告白と轟がそれを受け入れたのを見て方針転換、解禁した。
- アルバイト歴は、長い順から、轟→佐藤→相馬→ぽぷら→まひる→松本→宗太→葵。
- アルバイトの採用は、基本的に白藤が行っている。ただし轟と宗太、葵は別。
- アルバイト開始時は制服に研修バッジを着用し、時給が約30円引きとなる。なお、仕事を覚え、白藤の許可を得ない限り外すことはできない。宗太は17品目（第1巻）で外している。
- アルバイトを含めた職員には社員割引が適用され、店の商品を注文すると3割引となる。
- 下記のメンバー以外にキッチンに2名のスタッフが確認されているほか、平日の昼間にはパートのスタッフが入っている。
- 白藤を始め店員一同は、その性格故に種島には甘い。
- 白藤周辺の人物（白藤本人、轟、真柴兄妹）の名前は犬をモチーフにしている。

松本 麻耶（まつもと まや）
声 - 川瀬晶子
「ワグナリア」フロア担当。18歳の高校生。初登場は「4品め」（第1巻）。まひるで懲りた音尾からの「もっと普通の子」という採用条件に合致しただけの理由で採用されている。
本編4品めに後姿で1コマのみ登場。元々レギュラーメンバーの予定だったが、性格の設定の都合から没キャラとなり、以後の登場はなかった。しかし、作者サイトでの企画や人気投票の度にこのキャラクターに注目するファンの声が多く挙がったため、性格を変更して『月刊少年ガンガン』2007年10月号の出張版に主役として再登場するに至った。基本的に出番は番外編のみだったが、第9巻以降は本編にも登場している。赤縁の眼鏡をかけていて前髪の左サイドの一部だけが激しくカールしているのが特徴で、伸ばすとバネのように元に戻る。初登場時、研修バッジらしきものを身につけていた。
小学校時代にある行動を同級生から「普通じゃない」と言われたトラウマにより、｢平凡に生きること｣を信条としており、その反面、普通でなく変わっていることを極端に嫌う。だがその「普通」に固執する姿が、結局は自身の嫌う「変」な特徴になってしまっていることに気付いていない。なお、元凶である祖母にすら「変わった子」と思われている。
変わり者の他スタッフとはあまり関ろうとしていないが、ドラマチックな人生をよしとする葵とはよく言い争っている（傍から見れば仲はいい）。その流れで葵のワグナリア生活を体験したり、逆に葵を自分の家に招かざるを得ない状況になったりもした。葵から「胸はあんまり普通じゃない（= 大きい）」と言われている。
単純な性格なのか「普通なら出来る」や「普通ならやらない」などと「普通」を種にからかわれたり騙されたりすることが多い。また小市民的な性格で強く出られない。
本編では桐生撃退の役回りが多い。相馬によるとその桐生とは中学時代出会ったことがあるが、本人の強い意志によって忘れた。それでも様々なカットや単行本おまけ漫画、落書き漫画では桐生とのペアリングが行われている。また、宗太から「桐生をよく接客しているが仲が良いのか？」と聞かれた際、宗太とまひるの仲が進展しないため、自分が接客せざるを得ない苛立ちをぶちまけると共に、激励を送っている。WORKING!! Re:オーダーの単行本では桐生に「松本さんが好きだから。普通に」と意味深（？）なことを言われているが、そのときの彼女の心境は不明（読者には表情が見えないように描かれていた）。
人気投票では6位を獲得しており、そのことで他のワグナリアスタッフにいじられるらくがき漫画もある。
アニメでは毎回僅かに登場し、OPにも僅かに登場する。セリフは第1期および第2期はともに各最終回（13品目）のみだったが、原作で本編に登場するようになった関係上、第3期では最終回（13品目）と完結編（14品目）の他に第3回（3品目）で喋っている。

### 小鳥遊家
- 作者の設定によれば、宗太となずな以外は「先生」と呼ばれる職業にしたかったとのこと（理由は特にない）。また作者は小鳥遊家は文系と分析している。なお、「小鳥遊」というネーミングは、作者によれば「名前を覚えてもらうために逆にややこしくした」とのこと。
- 小さいもの、かわいいものに目が無いこと、苗字の読み間違いを嫌うことは小鳥遊家全体の特徴。泉の貧弱性は父親からの遺伝、他4人の頑丈性や強力性は母親からの遺伝らしい。
- 女性陣は長身。背の高さは高い順に一枝→梢→泉≧宗太→なずな。第7巻で、なずなが宗太の身長に追いつく。その後宗太は3センチメートル伸びたが、他の姉妹に対する変化は描写されていない。また梢は白藤や相馬より背が高く、佐藤よりは低い。
- 北海道新聞を購読している。
- 女性陣の名前は真ん中に『ず』+小鳥が遊んでいる〜というルールで名付けられている。

小鳥遊 一枝（たかなし かずえ）
声 - 安藤麻吹 / 白石涼子
小鳥遊家の長女で宗太の長姉。31歳の弁護士。出戻り。初登場は「25品め」（第2巻）。モチーフは“こんな姉いたらやだなその3”。
理知的な容貌の持ち主だが、高圧的かつ傍若無人な性格（外面は良い）であり、よく六法全書を使って宗太を（精神的かつ物理的に）痛めつけている。法に抵触するようなことには敏感で何かとうるさいが、金にならないことや興味が無いことは無視する。ただ、態度にはあまりでないが、梢への態度が悪い宗太に泉やなずなと違って差をつけるなと助言するなど、家族のことを最も気遣っている人物。
妹の中では（その性格ゆえに）泉とは相性や折り合いが悪く、泉のためにと思って彼女に小説家をやめるよう促している。逆になずなには甘い。
厳格そうに見えるが小鳥遊家の血筋には逆らえず、小さくて可愛いものには目がない。ぽぷらには初対面でハグしてしまうほどである（この時ぽぷらからは「間違いなくかたなし君のお姉さんだ」と思われている）。
作者の設定によれば、外見があまりにも宗太に似ている（ぽぷらが初対面時に宗太の女装かと思ったほど）ため、口の下にほくろを付けて見分けられるようにしたとのこと。
夫は幼馴染で母・静の秘書でもある峰岸透。一時は冗談のような諍いから離婚していたが、職場にまで押しかけてきた彼の情熱的なプロポーズに根負けし、復縁した。
母親の静によるとMっ気がある。
復縁後は峰岸と家族計画についても考えているが、「自分達が親になるのは（色々な意味で）怖い」という理由から子供に関しては消極的である。
名前は『小鳥が遊んでいる一枝』で一枝。
小鳥遊 泉（たかなし いずみ）
声 - 折笠富美子 / 日笠陽子
小鳥遊家の次女で宗太の次姉。28歳の恋愛小説家。初登場は「25品め」（第2巻）。モチーフは“こんな姉いたらやだなその2”。
常に部屋に引き籠って机仕事ばかりしており、食事の世話から洗濯、部屋の掃除まで普段の生活は完全に宗太に依存している。その上、ほとんど歩かないため足腰は弱り、手を借りなければ立つことすら出来ず、家の周囲を散歩しただけで疲労し、ペンより重いものを持つと3日後に筋肉痛になるほど。一度なずなと徒歩でワグナリアに出かけたが途中で体力が尽きて歩けなくなり、なずなに台車に乗せて運んでもらうも今度は「低い所は空気が悪い」と挫折して結局タクシーで引き返してしまい、結局ワグナリアにたどり着くことはできなかった。
性格も暗く、極端に弱気で悲観的である。コンピュータ機器（パソコン）が使えないため、いまだに原稿用紙に万年筆で書くというスタイルを貫いている。部屋を一日で丸めた原稿用紙で敷き詰めてしまい、その片付けは大概宗太が行う。また、このような環境での暮らしが多いため、家の中では小汚い状態が多い。本人によると「自分の書く物が美しければいい」とのことで、あまり気にしていない様子。しかし、さすがに家族以外の人目は気にするようで、滅多に外出はしないものの出かける際は普段より小奇麗な姿になる。だが彼女が一人で出かけると、一家が総出になって心配し捜索するという事態が起こる。
ぽぷらを宗太の彼女と勘違いしており、かつ小学生と思っている。将来にわたって宗太に介護してもらうつもりの泉は、ぽぷらと付き合うと「宗太がロリコン犯罪者になると介護してもらえなくなるから」という理由で交際を望んでいない。その事態を止めるべく体を鍛えることを（丸一日かけて）決意。梢の直接指導は厳しすぎたため、一日徒歩5分という自分のペースに変更。その結果体力不足は若干改善され、家の中でも立って歩くことができ、外での活動時間もだいぶ延びている。しかし宗太は「黒くてでかくて威圧感を感じる」（泉のほうが身長が高い）という理由から少々抵抗を感じている。外出した時に偶然まひると出会っており、宗太には「ぽぷらと別れてまひるのような彼女が出来て欲しい」と考えてまひるに「弟と交際して欲しい」と頼んでいる。しかし宗太とまひるがアルバイト先の同僚であり、色恋沙汰になりかけていることは知らないでいたが、最終的には自分の願い通りになった。
姉3人の中では家事をしている宗太に感謝する描写が唯一あり、職業柄スランプになるとネタがないか姉妹に聞いて回っている。料理に関しては専門的な知識の持ち主で、凝った物が食べられることから母親の静が食事の支度の役割を指名されたりしている。
人気投票で4位を取っており、読者からの人気は高い。「作者がモデルなのではないか」という声もあるが、作者は否定している。
『小鳥が遊んでいる泉』で泉。
小鳥遊 梢（たかなし こずえ）
声 - 木村亜希子 / 伊藤静
小鳥遊家の三女で宗太の三姉。25歳の女性向け護身術講師。一枝に次ぐ長身。初登場は「20品め」（第1巻）。モチーフは“こんな姉いたらやだなその1”。
「護身術講師」という職は明らかになっているが作中で働いている描写は無く、なずなから「いつ働いているのか」と問われてもはぐらかしている。また「給料は全てお酒につぎ込んだ」という発言や宗太曰く「経済力はある」とのことから収入があるのは確かなようだが、その実態は不明である。
大酒飲みで常に酔っ払っており、よく道端や玄関で潰れている。酒への依存度は、二日酔いを迎え酒で直そうとするなど、重度のアルコール依存症を思わせるほど。なお、酒に一応好みはあるらしいが、酒であれば全て飲む。弟がアルバイトを始めて以来ワグナリアの常連客となっているが、酒の種類の少なさに文句を言ったり、来店する度にスタッフに絡む・女子店員にコスプレの衣装を着させて侍らすなど迷惑行為を繰り返している。宗太がつまみ出そうとすると、幼いころの宗太の女装アルバムを盾に脅して居座るなどの迷惑行為をしている。ただし宗太のことは非常にかわいがっている。
寂しがり屋で惚れっぽく、男性と付き合うことは多いが、（男性から見て）“自分よりデカくて強い”という理由ですぐにふられる。道端で出会った人に突然告白する描写もある。佐藤、相馬にも初対面で結婚を申し込むなど見境が無いが、2人の本質を的確に見抜いていたことから、男を見る目はある模様。陽平には「（陽平自身が）無職なので付き合えない」とフラれたが「自分の性格が原因でフラれたわけじゃない」という理由で逆に惚れ直し、追いかけ回している。泉以上に他人の恋バナには目が無く、まひるの弟への片想いや佐藤の轟への片想いに想像をたくましくしている。
その自由奔放な性格とだらしない生活態度から、姉の中で最も宗太に迷惑をかけている人物。そのため、宗太自身も彼女を姉と思わなず姉からの頼みを断るようにしているが、幼い頃に彼女がプレゼントしたうさぎのぬいぐるみは今でも机に大切に飾ってある（ただしこのぬいぐるみが格別に汚れているからであって、他のかわいいグッズはもっと大切に保管してある）。宗太の一生のお願い（自分の下着は自分で洗ってほしい）だけは聞いてあげているが、それを盾に普段言うことは聞かない。普段はだらしない面が強いものの、自分の専門分野ではしっかりしている。泉の体力作りに付き合った時には泉の筋肉痛予防を実施し、見事3日後の筋肉痛を防いだ。
5人兄弟でなずなと同じく母の静になついているものの、元気で手がかからないためか名前から存在まで忘れられてしまい、寂しがり屋で構ってもらいたがりの癇癪をしばしば起こしている。
上二人同様『小鳥が遊んでいる梢』で梢。
小鳥遊 なずな（たかなし なずな）
声 - 釘宮理恵 / 斎藤桃子
小鳥遊家の四女で宗太の妹。小鳥遊家の末子。12歳の小学生にして兄・宗太（172センチメートル）に近い身長で、胸もまひるより大きい。初対面のぽぷらは宗太の姉と勘違いしていた。初登場は「25品め」（第2巻）。
しっかり者でできた妹だが、人の扱いに長けた計算高い一面もあり、姉達の扱いは「ちょろい」とのこと。これは幼少期に姉たちによって苦労させられ、追い詰められていた兄を助けたい気持ちから身についたものだが、当の宗太にとってはなずなは普通に育って欲しいと思っているので、悩みの種であり、将来的には姉達を超えた存在（立派な悪女）になり得るのでは…と危惧されている。ただし、以上のようにハイスペックだが、介護が大変な姉・泉を苦手と認識したことや梢からの保健体育の話から逃げる、夜寝るのは早く深夜に起きるのが難しい、もっと兄に甘えたいとぽぷらに相談するなど、年相応な一面を持つ。
ワグナリアに始めて来た時には、小学生にも関わらず、体格やその計算高い性格を見た宗太らフロアの高校生組から「末恐ろしい」と感じる程。その後は時々ワグナリアでフロアとして働き、宗太の手伝いまたは代役をしている。最初に白藤から許可をもらう際、菓子折で買収している。佐藤によると「しっかり働くし給料もいらないから楽」（白藤さえも「小鳥遊並に働く奴」と評価した）。当初の目的は、宗太とまひるが一緒に帰宅しているのを目撃したことから、まひるが宗太の彼女と誤解し、職業体験レポートという名目で宗太とまひるの関係を確かめるためだった。
この作品で唯一心身の成長がはっきりと描かれている人物であり、宗太には「身長だけでなく人間的にも俺よりでかくなりつつある」と思われている。
母親の静には「自分に一番似ているので跡継ぎに」考えられている（ただしなずなの夢の中）。なずなも宗太らとは違って辛い思いでなどが無い事などから母に会うのが辛くは無く、母が帰ってきたら母から「ていおうがく」を教わろうとするなど、母を「なずなの目標」とし、宗太ら兄妹のために母を超えようとしている。容姿が相馬に似ており、作者は「一歩間違うと相馬になるので気をつけている」と明かしている。その相馬からもなずなを怖いと思う程。
終盤において母を出し抜くほどの成長振りをみせている。
『小鳥が遊んでいる薺畑』でなずな。
小鳥遊姉弟の父親
声 - 田坂秀樹
名前は不明。宗太が幼い頃に亡くなっている（命日は10月1日）。若い頃の容姿は髪の色を除けば宗太と瓜二つ。
姉3人がかわいい服をあまり着てくれなかったため、幼少の宗太に女装をさせていた。現在も女装していた当時のビデオが残っている。宗太は処分を検討しているが、一枝は「父の形見」と言って捨てたがらないために現在も残っている（実際は父の姿は全く映っていない）。
小鳥遊一家のちっちゃくてかわいい物好きはこの父からのものだが、素直で無いところが有り、かつてちっちゃい者であった静に告白されたときは、照れ隠しで罵倒したことがある。しかしそれから一週間後、言ったことを真に受けた静が見た目も性格も別人のようになって帰ってきたのを見て責任を取る（=結婚する）事を決意した。
素直でない性格は宗太にも受け継がれてしまっており、まひるに対して素直にならず、公私共に女装し続ける事を破るなどをしてしまった宗太が追い詰められる原因にもなった（静が嘘を異常に嫌ったため）。
小鳥遊 静（たかなし しずか）
声 - 折笠愛
小鳥遊家の母親。長くクシャクシャの黒髪の持ち主であり、作者自身が自らのWebサイトで（冗談で）「もずく」と言ったりしていた。
政治家で極めて多忙。部下のうちメインの秘書が峰岸と菊乃。
世間からは傍若無人、魔女、死者と会話できそうなどの評価があり、宗太は「だいたい合ってる」と言っている。種島や伊波や山田らが想像した時には、小鳥遊家の家族があまりにも非常に特徴的なので、性格等が想像しにくかった。
質素倹約が趣味。そのあまりもの傍若無人っぷりになずなを除いた、小鳥遊家の子供たちからはいないことにされている。宗太らの夢で出てきた時も、好意的ななずなを除いて気分などが悪くなっていた。ただし、「147品め」に桐生の幼少期の回想で若い頃の姿で登場するカットはある。
息子に恋の匂いがしたので、その相手を見極めるために一枝の1度目の結婚時以来数年ぶりに家に戻った。家に戻ると傍若無人な言動によって宗太となずなを除いた姉3人を完敗へと追い込み、その影響力によって普段と圧倒的に違う姉達を見たなずなは「なずなの目標」とし様々な話を聞いていた。伊波との関係を素直にならない宗太にやきもきし、まひるとの交際を断じて許さなかったが、心配になったぽぷらが家に押しかけた際、小さいぽぷらではなく普通の女の子であるまひるを宗太が選んだ事実に納得し、二人の交際を認めた。その時何故かぽぶらを仏壇にお供物として供えていた。その後は常に陰から息子を見守っている。
帰宅後なずな以外の4姉弟は「峰岸との関係をからかわれる」「メイド服で食事の支度をさせられる」「存在と名前を忘れられる」「女装させられる」被害を受け続けている。梢が小さい頃、梢にサバ折りをかけられた際、数倍の威力で「サバ折り返し」をしたことから、梢よりも強い可能性がある。
17歳当時は種島に匹敵するほどのちっちゃい者であり、その写真をネタに末娘のなずなに脅迫された。作者ページの漫画によれば、小鳥遊父から照れ隠し罵倒を受けた後、何らかの方法（本人曰く「根性」）でわずか一週間で現在の姿に近い長身の美女に変貌している。またその無理な成長の反動か、新月の夜には元々の姿である「ちっちゃい者」に戻ってしまうという、もはや人間とは思えない身体となっていることが描写されている。

### ワグナリアスタッフの親類・関係者
伊波まひるの父
声 - 大塚芳忠
本名不明。初登場は「59品め」（第3巻）。
娘を溺愛しすぎた結果、まひるを男性恐怖症に仕立て上げた張本人。まひるが宗太に決定的に惚れるきっかけにもなった。なお、このことは後に宗太（ことりちゃん）の説教で反省し、まひるに長文の手紙を送って謝罪した。
家にいるとまひるに殴られるため、単身赴任で家を常に空けており、10年以上帰っていない。それゆえ、まひるからは顔すら忘れられている。
見た目は穏やかであるが、猟銃（本人によると「偽物」）を携帯してワグナリアに来るなど物騒な人物。
後にまひると宗太のデート現場に出くわし、宗太の正体を知ったことで、二人の交際を強く反対した。しかし宗太を庇うまひるに殴られ、この「遠慮と慈愛に満ちた優しいパンチ」を仕上げた人物が宗太だとまひるに告げられたことで改心した。だが、宗太の女装を危惧する事は変わりなかった。
伊波まひるの母
声 - 鈴木真仁
本名不明。初登場は番外編「伊波まひるの今日この頃」（第4巻）。
おっとりとした性格。天然で夫の教育方針は特に気にしていなかったらしい。家事は一応できるようだが、米をきらしているのにカレーライスを作るなど、かなりのうっかり者。
まひるを1人で買い物に行かせたり、まひるが「小鳥遊」からホワイトデーにお返しを貰っていたことを娘を溺愛する夫に話したりと、危険を予測する能力は低い。その反面、ことりちゃんを「小鳥遊君」と呼んでしまったり（本人もなぜか分かっていない）、娘が豊胸パットをしていることに気付くなど、妙なところに敏感である。
まひるの貧乳は彼女譲りのようである。
音尾 春菜（おとお はるな）
声 - 岩男潤子
音尾の妻。37歳。旧姓森井。いつも穏やかな笑顔の優しい女性。極度の方向音痴で牛乳を買い行ったきり行方不明になっている。初登場は「92品め」（第5巻）。
その方向音痴っぷりは凄まじく、“北”は地図で“上”だからという理由でひたすら“上”を目指して彷徨っている（その時本人は空を指さしている）。
相馬の情報網でも見つけられず、たまに偶然現れても忽然と姿を消してしまう。第6巻では目張りされた完全な密室からも一瞬で消えた。遭遇する確率は夫の音尾によると「ツチノコレベル」。白藤と轟、葵と遭遇した際にはやはり忽然と姿を消している。今は音尾の元に戻っているが、再び行方不明になることを恐れた音尾がワグナリアに連れてきて椅子に鎖で拘束している（それでも宗太と相馬の目の前でいきなりいなくなった）。
音尾がワグナリアに持ち込むお土産品（鬼のお面・包装紙の絵など）は、彼女に似ているという。
『月刊少年ガンガン』2011年7月号所収の「放課後メイズ」で学生時代の音尾との出会いが描かれた。当時から極端な方向音痴である一方、電車とバスで帰宅中の音尾に先回りするほどの健脚で身体能力は高い。
アニメでの本格的な登場は2期4品めだったが、1期でもDVD2巻収録の3品目の追加シーンに回想で1カット登場し、「上」という一言のみセリフがあった。
真柴 陽平（ましば ようへい）
声 - 中村悠一
白藤の「便利な後輩」その1。美月の双子の兄。26歳。佐藤に「真柴1号」と呼ばれる。名前は犬っぽいイメージ（『柴（犬）』が付く名前）から付けられている。正式な登場は「102品め」、初登場は「101品め」（第6巻）。なお、2品めで料金を支払わないで店から出た客から白藤の指令で料金を回収した人物でもある。
佐藤とぽぷらが風邪で戦力にならなくなったときに白藤に呼び出された際に初登場。その時は何故か扉を壊しており、白藤からドアを直すよう言われる。かつて白藤に挑みぼろ負けをし、さらにその際の発言が原因で回想したくないほどのトドメまでさされて以来舎弟となった。白藤のことを「姐さん」、轟のことを「お嬢」と呼ぶ。
ヤンキー時代は喧嘩もしていたため、白藤も認めるほど相当に打たれ強いらしく、一時は宗太の代わりにまひるの男性恐怖症克服係の代役を白藤に任命されそうになった（これが原因で宗太とまひるの間に一時亀裂が走る）。
白藤にいつ呼び出されてもいいように自由な職業（=ニート）をしている。白藤からは「自立して働け」と言われているが、本人にその気はさらさらない。普段着はツナギであるが工業系の仕事をしているわけではない。
店に来ていた梢の容姿を褒めたことで梢に惚れられ、一度は振っているものの、一方的に「ダーリン」と呼ばれている。ちなみに梢の事は嫌っておらず、度々家に押し掛ける彼女の手料理を食べて褒めるなど、美月共々ある程度の好感は持っている様子。
作者曰く「絡む人が絡む人なのでまともに見えがちだが、多分気のせい」（第7巻）。
なお、本作のエイプリルフール企画でWeb版のアニメ化のウソ映像を制作した際、収録スタジオにいた中村と戸松が（Web版の）東田大輔と宮越華をそれぞれ担当し、そのまま持ち役になった経緯が明かされている。
真柴 美月（ましば みつき）
声 - 戸松遥
白藤の「便利な後輩」その2。陽平の双子の妹。26歳。佐藤に「真柴2号」と呼ばれる。陽平と同じく、名前は犬っぽいイメージ（『柴〈犬〉』が付く名前）から付けられている。正式な登場は「103品め」、初登場は「102品め」（第6巻）。胸は梢曰く残念っぽい。
陽平と同じく佐藤とぽぷらの穴を埋めるために白藤に呼び出された際に初登場。その際何故か陽平と同じく、ドアを壊していた。陽平をボコボコにする白藤に惚れて舎弟となった。
陽平とは違い保険外交員というまともな職業に就いているが、普段からメリケンサックを身につけて脅しつつ営業していたり、ノルマをほとんど知り合いでまかなうなど、どこかズレている。基本的に「営業に出ればサボり放題」らしい。
陽平と同じく白藤を「姐さん」、轟を「お嬢」と呼ぶ。轟に対しては恋愛感情に近いほどのかなり過保護な面があり、佐藤に敵対心を抱いているが正論を言われて泣いて逃げた。この2人（特に美月）が付きまとっていたことも、轟が人脈を持たない原因のひとつ。
轟に対する佐藤の本気度を調べるため、轟に関するクイズで佐藤を試したが、佐藤が何一つ答えられなかったため「少しは本人に聞くとかしろよ」と佐藤に説教した。だが、本人が全問正解した時用に備えて用意していた、白藤に関するクイズは日頃の惚気話を聞いていたので全問正解した。またその場でうっかり白藤に佐藤の、轟に対する好意を漏らしてしまった。
ヤンキー時代の過去を隠したがり、当時の写真を持っている陽平としばしば衝突することもある。しかしやっていることはヤンキー時代の頃とほとんど変わっていない。陽平･美月とも、自分のことを「舎弟その1」と呼んでおり、互いに「バカ」呼ばわりするなど仲はかなり悪いが、息は合っている。
梢からは勝手に「みっきー」と呼ばれている。轟をネタに梢からからかわれることもある。
山田 桐生（やまだ きりお）
声 - 日野聡
白い学生服を着た高校生。17歳。後に葵の兄であることが判明。妹と同様に「山田」を偽名として名乗っている。初登場は「111品め」（第6巻）。ココアが好き。
女子高生を手当たり次第に捕まえて調べる不審者として登場（本人としては家出中の妹の変装を見破るための行為でもあったのだが、痴漢の謗りは免れられなかった）。その際に伊波と接触、一目惚れし、ワグナリアに通い詰めることとなる。その後しばらくは葵とのニアミス（葵を思いやる相馬の配慮にもよる）が続いたが、10巻にてようやく再会、母と妹の和解に貢献した。
常にマイペースで基本的に人の話を聞かない。思い込みも激しく、種島が何度抗議しようとも彼女を小学生として扱ってしまっている。また「かわいいと思った女の子」以外は名前も覚えないことが多い。そういった次第でワグナリアスタッフからの評価は低く、松本に至っては何度も彼を店から叩き出している。
妹とは容姿・性格共によく似ている。しかし彼自身に自覚はないものの、葵の家出の直接の原因を作ったのは無神経な態度を取りつづけた桐生である。葵は「兄は自分を探すよりも女を追いかける方を楽しんでいる」とまで語っており、母との和解を果たした後も兄に対しては冷淡な態度を崩していない。
登場後しばらくは出るたびに伊波にモーションをかけ続け、宗太の嫉妬心を育てることとなった。しかし彼のまひるへの想いを見抜いた後は、「さりげなく」二人の後押しをするようになった。どちらにしても宗太の八つ当たりじみた暴力の被害を受ける羽目に遭っているのだが、桐生自身は宗太を親友だと思っている。
まひるのパンチを片手で簡単に受け止めることができるが、宗太からはほとんどサンドバッグのように扱われている。体はちゃんと鍛えているらしく相馬のパンチをまともに受けても全く効いていなかった（逆に相馬の殴った手が痛くなるほど）。
母は政治家・小鳥遊静の秘書。なお、本名を隠していたのは、秘書の娘が家出していることが静に悪評を与えかねないと配慮したため。現在は本人は名を隠すつもりはないが、妹同様「山田」で定着してしまい、本人も特に改めず受け入れている（一度本名を名乗ったが、救急車が通り過ぎたせいで宗太（と読者）には聞えなかった）。
まだ女装していた頃の宗太と会ったことがある。その時の（宗太に対する）初恋の経験から、「かわいい女子」が好みのタイプになった。現在は相馬の写真で見たことりちゃんに会うため、妹のお守りも兼ねてワグナリアに通っている。最終的にことりちゃんに会うことは出来たが、その正体が宗太であり、また子供時代の女装していた宗太が初恋の人であることに気づいていたのを空気を読んで知らんふりしていた。
ワグナリアではその言動から非常に評価が低いが、実は非常に優秀な人物。葵の代わりにワグナリアで働いた際には、小鳥遊が動揺するほど完璧な働きを披露している。2期DVDのコメンタリーでは空手部主将、生徒会長、バイオリンが弾けるなどの設定が紹介されたが、これらは作者自身のHPで公式設定と認められている。ドイツ語の小説も難なく読める。また、度量も大きく、店内での暴力や侮辱に対してもまるで意にも介する所がない（ただし小鳥遊らからは「バカだから〈気にしていない〉」とみなされている）。当初は自身を「完璧にいい兄」と言っていたが、ワグナリアスタッフとの交流の中で自分が兄として葵に無神経なことをしてしまっていたことに気づき、それ以後は宗太・なずなにどうすれば兄妹仲がよくなるか相談し、葵本人に「自分は兄失格だ」と素直に告げるほどの変化を見せた。落ちてきた荷物から葵を庇ったり、母菊乃を連れてくる際に「葵のためだ」とはっきり口にするなど、根は妹想い。その努力の甲斐あってか、2人で一緒にスマホで遊んだり、葵が「兄様」と呼びそうになるなど、徐々に兄妹仲は改善されつつある。
母・菊乃を唯一理解している人物であるが、沈黙の仕方や一言の発し方から言いたい事を引き出せるだけでなく、空メールすらも理解するという離れ業を見せている。
終盤には松本と絡む機会が多くなり、WORKING!! Re:オーダーの単行本のおまけ漫画では「松本さんが好きだから。普通に」と発言している（彼の性格上、深い意味はない可能性もあるが）。
北原 律子（きたはら りつこ） / 鈴谷 桃香（すずたに ももか）
声 - 水沢史絵（北原）、矢作紗友里（鈴谷）
まひるの同級生で友人。初登場は「111品め」（第6巻）。黒髪ポニーテールで背が高くそこそこアル方が律子（りっちゃん）、金髪のゆるいパーマで背が低く、けっこうアル方が桃香（ももか）。番外編青春でいず1（コミックス第10巻収録）で本名が公開された。
まひるにチカン（桐生）退治を依頼する。男嫌いで男運の悪いまひるを一応は心配しているが、基本的に面白がっている。まひるに胸パッドをプレゼントしたり、赤ちゃんの格好の衣装を着させたりしたこともある。
峰岸 透（みねぎし とおる）
声 - 遊佐浩二
政治家・小鳥遊静の秘書にして、その娘・一枝の夫。初登場は「152品め」（第8巻）。強烈なまでのドM。妻に激しく罵って貰いたい、というどうしようもない理由で浮気したと嘘をつき、離婚された。ただしその後も（おちょくり半分で）離婚の慰謝料の相談や復縁を迫る電話を頻繁にかけまくっていた。
その性癖から一枝はもちろん、泉や宗太からも嫌われており、一枝は誰かに代わりを頼み泉も大声で拒絶する程で、宗太が会いに行く時には一枝から「半殺しまでは弁護する」と言うだが、それでも泉や宗太は「母親に会うよりはだいぶマシ」らしい。またその性癖から一枝や宗太によって年齢制限がついており、なずなには会わせないようにさせられている。
一枝とは幼馴染みで子供の頃からつきまとう一方、常に一枝より成績優秀であるために目の敵にされるという腐れ縁から強引に口説き落として結婚した。梢によると（一度目の）夫婦関係はうまくいっていたらしい。なお、あまりにもギャグすぎる関係なので泉の小説のネタにはできない、とのこと。
一枝に罵られたり殴られたりすることで癒しを得ている真性のマゾヒストだが、反面、彼女やその生き写しのような弟・宗太に対するサディステックな嗜好も散見できる。ただ、基本的には礼儀正しく周囲への配慮も欠かさない大人の人物。宗太の恋愛事情を知った際には「姉達を自分の恋愛から逃げる口実にするな」と苦言を呈している。
その際、不可抗力でまひるに殴られたことがきっかけで一枝への愛情を再認識し、彼女の職場に押しかけて情熱的に口説き落として復縁を果たした（その後存分にボコボコにしてもらった）「204品め」。
菊乃（きくの）
声 - 井上喜久子
山田葵と桐生の母。むろん苗字は山田ではない。「菊乃」が苗字なのか名前なのか明らかにされていないが、単行本13巻の人物紹介では「山田菊乃」と表記されていた。陰鬱な表情を常に浮かべる女性。夫とは死別しており、葵によるとそれ以後さらに無口になり顔が怖くなったとのこと。実際は思慮深く、思いやりの深い人物なのだが、考えすぎるきらいがある上に極度の口下手なため、生前は夫が腹話術などでフォローしていた。
彼女の意図を読み取るためには夫が遺した辞典サイズの“母マニュアル”が必要。しかし葵はマニュアル自体を読んでおらず、菊乃の意図が読み取れずにいるため、母娘の意思疎通にはマニュアルを完全に理解している桐生の通訳が必須。
小鳥遊静の秘書を務めているが、主な任務は諜報、闇討ち、静の影武者、といったダーティな方面。葵の家出中は動揺から仕事に身が入らず、同僚の峰岸に大きく負担をかけてしまっていた。

### Re:オーダーに登場する「猫組」の人物
足立 正広（あだち まさひろ）
佐藤の友達。村主とのデート中に佐藤と轟に遭遇した際、刀の事に触れなかったらしく、佐藤から「ホントあいつはいい奴だよ」と言われている。
村主 さゆり（むらぬし さゆり）
足立の彼女。佐藤から「人ができてる」と言わしめている。足立共々、轟から好印象を抱かれている。
進藤 ユータ（しんどう ゆーた）
宗太とまひるのデート中に志保と共に出没し、律子・ももこから「まひるが目指すべきカップル」と言われている。
鎌倉 志保（かまくら しほ）
宗太とまひるのデート中に進藤と共に出没。相変わらずのバカップルぶりをみせつけた。ヘルプに来た種島に挨拶する際、いきなり札束を渡そうとしていたが、以前のような高圧的な態度はない。
近藤 妃（こんどう きさき）
相馬の嫁探しに出かけた山田が連れてきた、金髪巨乳Sで頭が良くて山田じゃないに該当する女性。実際には山田が帰り道を忘れた為に引率してきた模様。山田の事が気に入った様子。
近藤 姫（こんどう ひめ）
妃の娘。山田の髪を引っ張るのを楽しむ、本編ではあまり見せない年相応の一面を見せている。
榊 研一郎（さかき けんいちろう）
ワグナリアの別支店の店長で、白藤の高校からの友人。轟とも面識がある。足立・村主・進藤が辞職したヘルプを種島に依頼した。その際、かつて種島が拾ってきた子猫（成猫になっていた）と種島を再会させている。

### その他
cuのお姉さん
声 - 内山夕実
本名不明。携帯電話販売店のcuショップに勤める販売員。携帯版に登場後、作者のウェブサイトのらくがきで掘り下げられた。
カップルの客に対しては、（舌打ちした後）ラブい定額プランを執拗なまでに勧めてくる。カップルをなぜか目の敵にしていて、カップルに不幸が起こることを常日頃願っており、ラブい定額プランを執拗に勧めるのも、契約したカップルが破局して解約する時に微妙な気持ちになることを願っているかららしい。ただし、本人にも交際歴5年で同棲中の彼氏がいる。
cu後輩
声 - 佐藤美由希
本名不明。携帯電話販売店cuショップに勤める販売員。
カップルに対して異常ともいえる憎悪を見せる先輩につっこみを入れる人物。スピンオフにおいては、佐藤と種島の来店を見てその仲を勘ぐった先輩に対し「兄妹かな」と普通の思考を見せ、先輩との対比がなされている。
彼氏持ちで、二人でいるところを街中で偶然に先輩に見られた際は、「兄です」と言って難を逃れようとした。後輩だからという理由で許されてはいるが、前記の行動のせいで当の彼氏からは浮気を疑われている。
食い逃げ犯
声 - 加藤亮夫
ドラマCD1巻にて登場。自称「プロの食い逃げ犯」。割と常識人。
ワグナリアで大量の注文をした後、食い逃げしようとしたが店員達の非常識っぷりに恐怖し、自ら食い逃げを認め、厨房で皿洗いをする。最後はまひると遭遇してしまい案の定、殴られてしまう。

## 書誌情報

### 単行本
| タイトル / 巻数                                                              | 初版刊行日付   | ISBN                                                    |
| ---------------------------------------------------------------------------- | -------------- | ------------------------------------------------------- |
| WORKING!! 1                                                                  | 2005年12月25日 | 4-7575-1577-4                                           |
| WORKING!! 2                                                                  | 2006年6月24日  | 4-7575-1705-X                                           |
| WORKING!! 3                                                                  | 2007年1月25日  | 978-4-7575-1935-0                                       |
| WORKING!! 4                                                                  | 2007年10月22日 | 978-4-7575-2144-5                                       |
| WORKING!! 5                                                                  | 2008年4月25日  | 978-4-7575-2253-4（通常版） 978-4-7575-2236-7（特装版） |
| WORKING!! 6                                                                  | 2009年3月26日  | 978-4-7575-2516-0                                       |
| WORKING!! 7                                                                  | 2010年3月25日  | 978-4-7575-2829-1                                       |
| WORKING!! 8                                                                  | 2010年7月24日  | 978-4-7575-2944-1                                       |
| WORKING!! 9                                                                  | 2011年3月25日  | 978-4-7575-3119-2（通常版） 978-4-7575-3048-5（特装版） |
| WORKING!! 10                                                                 | 2011年9月24日  | 978-4-7575-3375-2                                       |
| WORKING!! 11                                                                 | 2012年11月24日 | 978-4-7575-3616-6（通常版） 978-4-7575-3617-3（特装版） |
| WORKING!! 12                                                                 | 2013年12月25日 | 978-4-7575-4029-3（通常版） 978-4-7575-4030-9（特装版） |
| WORKING!! 13                                                                 | 2014年12月25日 | 978-4-7575-4436-9（通常版） 978-4-7575-4437-6（特装版） |
| WORKING!! Re:オーダー                                                        | 2015年6月25日  | 978-4-7575-4676-9                                       |
| その他                                                                       |                |                                                         |
| WORKING!! OFFICIAL FANBOOK〜小鳥遊宗太とゆかいな仲間達〜                     | 2010年7月24日  | 978-4-7575-2945-8                                       |
| TVアニメーション「WORKING'!!」オフィシャルファンブック〜すぺしゃるめにゅう〜 | 2012年5月31日  | 978-4-7575-3547-3                                       |

初回限定特装版には以下の物が同梱されている。またカバーイラストも若干異なっている。
- 第5巻：ドラマCD、ぽぷら型しおり
- 第9巻：ねんどろいどぷち種島ぽぷら、山田型しおり
- 第11巻：ねんどろいどぷちことりちゃん、山田型しおりver.2
- 第12巻：ドラマCD、描き下ろしすぺしゃるしおり

### ドラマCD
ヤングガンガン ブック・イン・CD WORKING!! VOL.1
- 原作：高津カリノ
- 脚本：霧海正悟
- 連載中の内容に合わせたおまけマンガ、シナリオ等が載った96ページのブックレット付き
- 2007年1月25日発売

ヤングガンガン ブック・イン・CD WORKING!! VOL.2
- 原作：高津カリノ
- 脚本：霧海正悟
- おまけマンガ、シナリオなどが載った96ページのブックレット付き
- 2008年4月25日発売

ヤングガンガン ブック・イン・CD WORKING!! VOL.3
- 原作：高津カリノ
- 脚本：霧海正悟
- 2009年3月25日発売

### 描き下ろしカレンダー
コミックスペシャルカレンダー WORKING!!
- オールかきおろしカラー4コマカレンダー
- 予約生産品、誌上通販のみの限定販売
- 364×200ミリ縦長サイズ
- 2007年11月16日発売（2008年版）、2008年11月14日発売（2009年版）、2010年11月13日（2011年版）、2011年11月12日（2012年版）

## ロイヤルホールディングスとのタイアップキャンペーン
2010年以降、毎年8月にロイヤルホールディングス内にあるレストランロイヤルホストとのタイアップイベントを行っている。当初は秋葉原店以外でも行われていた。また2011年冬には関連会社になるザ・ビッグラウンジでも行われている。
- 2010年8月の1カ月間にロイヤルホスト秋葉原店で、同年10月から11月には北海道全店と三宮東店（神戸市）でタイアップ企画が行われた。期間中はオリジナルメニュー2種（プレート・パフェ）が登場し、オリジナルメニュー1種注文するごとに計8種類のコースターが1枚プレゼントされた[web 6][web 7]。
- 2011年8月・2012年8月にも1ヶ月間タイアップ企画が行われている。その際は2部構成（8月15日までが第1弾、8月31日までが第2弾）で行われた[web 8][web 9]。
- 2011年12月には、コミックマーケット開催期間中に会場となった東京ビッグサイト内にあるレストラン「ザ・ビッグラウンジ」内でタイアップイベントが行われている[web 10]。

## テレビアニメ

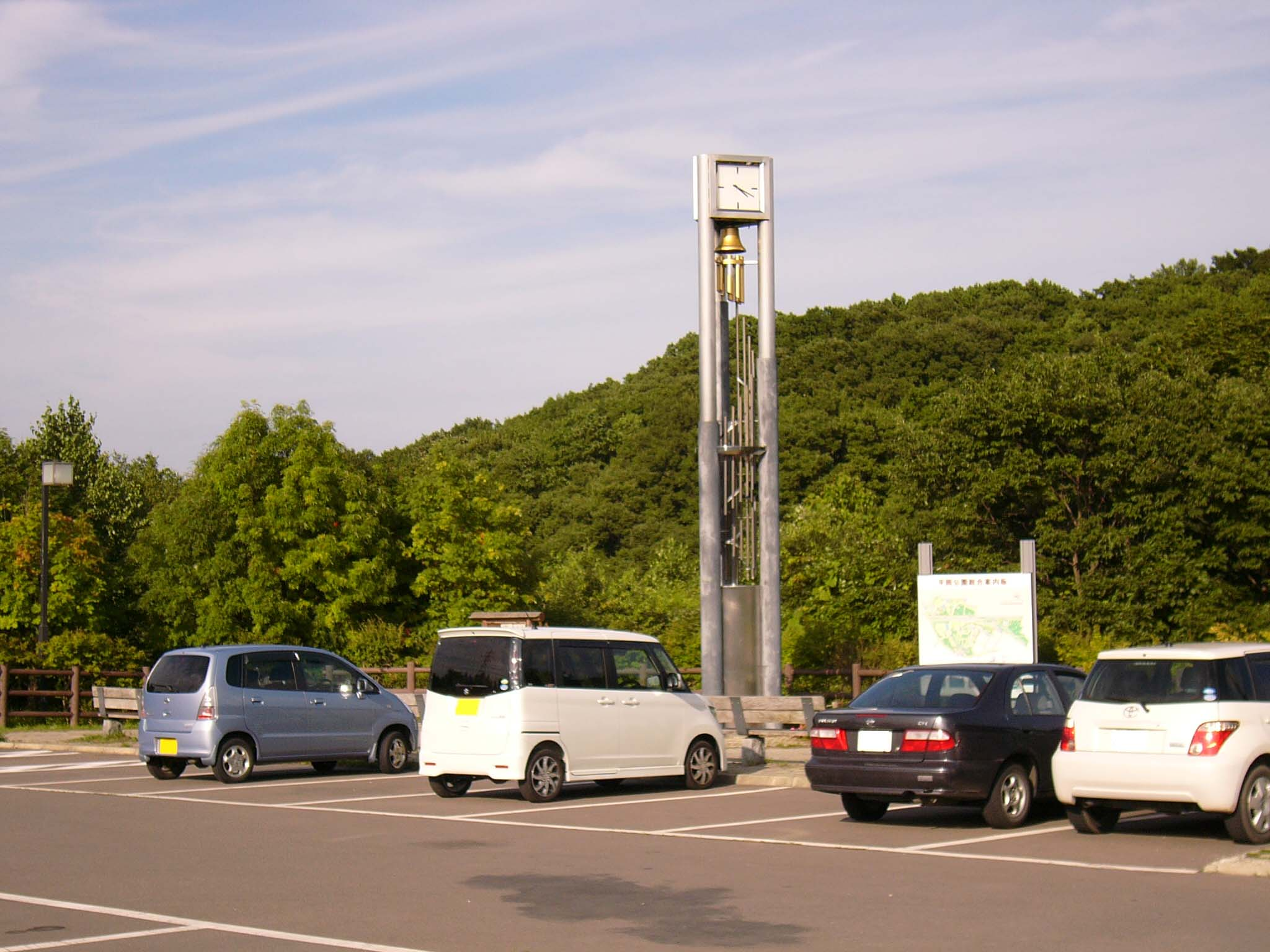
第1期次回予告背景のモデルとなった平岡公園第一駐車場の時計塔

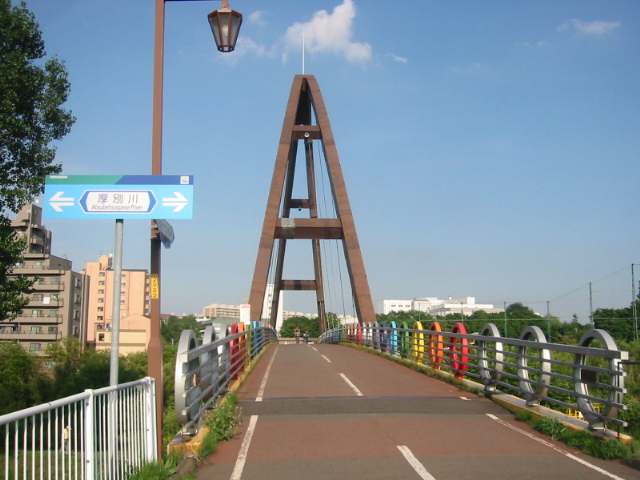
第3期エンディングテーマの背景のモデルとなった「虹の橋（白石サイクリングロード）」

第1期
2010年4月から同年6月まで、読売テレビ、TOKYO MX、中京テレビ、札幌テレビで放送された。全13話。また、CS放送ではAT-Xでも同時期に放送された。読売テレビとTOKYO MXのみ、2010年3月に第1話が先行放送された。第2期放送開始直前の2011年7月からは、とちぎテレビ、群馬テレビ、BS11、キッズステーションでも放送が開始され、TOKYO MXでも再放送が開始された。
出演者の福山潤、阿澄佳奈、藤田咲の3人によると、「制作は順調（過ぎ）」で、2010年4月中に制作打ち上げを終えた。
オープニング映像は大畑清隆が手がけており、大畑がかつて手がけた『あずまんが大王』のオープニングで使われた、吹き出し型のテロップや終盤に監督のクレジットが吹き飛ばされるなどの表現方法が取り入れられている。原作ではほとんど触れられていない「北海道が舞台」という設定が背景において視覚的に強調されており、次回予告や最終話で札幌市清田区の平岡公園が登場するほか、アニメオリジナルの第8話では主要な登場人物達が定山渓温泉へ出向いている。
2011年3月下旬にはテレビアニメ公式HP上にて謎のカウントダウンが開始され、同年4月1日にエイプリルフールネタとしてWEB版『WORKING!!』（猫組）のアニメ化決定を思わせるトレーラー映像が流れ、翌日4月2日にはテレビアニメ第2期の制作が発表されると同時に、テレビアニメ第1期のBlu-ray BOXの発売が正式発表された。テレビ放送時にSD解像度制作であった本編は再撮影によってHDリマスター化されているが、DVD版に付属していた主題歌CDやドラマCDなどの限定特典は付属しない。なお、2011年7月に放送が開始されたとちぎテレビ、群馬テレビ、BS11、および再放送が開始されたTOKYO MXにおいて第9話はHDリマスター版で放送され、キャラクターコメンタリーの副音声も放送された。
第2期
2011年10月から12月まで『WORKING'!!』のタイトル（読み方は変わらない）で放送された。全13話。小鳥遊宗太が提供クレジット読みをするほか、次回予告には平岡公園が登場せず、代わりにキャラクタが次回の話とほとんど関係のないことを言っている。なお、製作は読売テレビから子会社の読売テレビエンタープライズに移管されている。
第3期
2014年8月10日にパシフィコ横浜国立大ホールで行われた「WORKING!!」「サーバント×サービス」コラボイベント『夏祭りだよ!全員集合』において第3期の製作決定が発表された。その際最後の影ナレーションで“さらっ”と発表され、そのまま何も説明がないままにイベントが終了して会場が一時騒然となる出来事があった。2015年7月から9月まで『WORKING!!!』のタイトルで放送された。全13話。エンディングテーマの舞台である橋は厚別川に架かる「虹の橋（白石サイクリングロード）」。また、中京地区での放送がテレビ愛知に変更された。音尾春菜役の岩男潤子は当時闘病中で、公式発表でもキャストは放送直前まで空白のままであったが、本作の第1話より声優業に復帰した。完結編となる「ロード・オブ・ザ・小鳥遊」を1時間スペシャルで放送することが最終話の最後にて発表され、2015年12月26日から順次放送された。

### スタッフ
|                                   | 第1期                                                         | 第2期                                                         | 第3期                                                         |
| --------------------------------- | ------------------------------------------------------------- | ------------------------------------------------------------- | ------------------------------------------------------------- |
| 原作                              | 高津カリノ （掲載『ヤングガンガン』スクウェア・エニックス刊） | 高津カリノ （掲載『ヤングガンガン』スクウェア・エニックス刊） | 高津カリノ （掲載『ヤングガンガン』スクウェア・エニックス刊） |
| 監督                              | 平池芳正                                                      | 大槻敦史                                                      | 鎌倉由実                                                      |
| シリーズ構成                      | 平池芳正                                                      | 吉岡たかを                                                    | 吉岡たかを                                                    |
| キャラクターデザイン ・総作画監督 | 足立慎吾                                                      | 足立慎吾                                                      | 足立慎吾                                                      |
| プロップデザイン                  | 明珍宇作                                                      | 明珍宇作                                                      | 明珍宇作                                                      |
| 色彩設計                          | 坂本いづみ                                                    | 坂本いづみ                                                    | 坂本いづみ                                                    |
| 美術監督                          | 田尻健一                                                      | 木下了香                                                      | 木下了香                                                      |
| 撮影監督                          | 廣岡岳                                                        | 廣岡岳                                                        | 廣岡岳                                                        |
| 編集                              | 坪根健太郎                                                    | 坪根健太郎                                                    | 坪根健太郎                                                    |
| 音楽                              | MONACA                                                        | MONACA                                                        | MONACA                                                        |
| 音響監督                          | 鶴岡陽太                                                      | 名倉靖                                                        | 鶴岡陽太                                                      |
| プロデューサー                    | 斎藤朋之                                                      | 清水博之                                                      | 清水博之                                                      |
| プロデューサー                    | 斎藤俊輔                                                      | 斎藤俊輔                                                      | 梅本聡一郎、菊川雄士                                          |
| プロデューサー                    | -                                                             | 角田博昭                                                      | -                                                             |
| アニメーション プロデューサー     | 五十嵐守                                                      | 五十嵐守                                                      | 五十嵐守                                                      |
| 制作                              | A-1 Pictures                                                  | A-1 Pictures                                                  | A-1 Pictures                                                  |
| 製作                              | 「WORKING!!」 製作委員会                                      | 「WORKING!!2」 製作委員会                                     | 「WORKING!!3」 製作委員会                                     |

### 主題歌
第1期・第2期・第3期共にオープニングおよびエンディング主題歌のCD単体での発売は行われず、完全生産限定版DVD/Blu-ray第1巻の特典として付属する。それ以外ではCDで発売されたサントラなどのアルバムにはTVサイズの曲のみが収録されており、フルサイズの曲はダウンロード販売によるシングル・アルバムで入手可能となっている。
2010年7月22日からはJOYSOUNDでの配信が行われている。
第1期
オープニングテーマ「SOMEONE ELSE」（第2話 - 第12話）
作詞 - サエキけんぞう / 作・編曲 - 神前暁 / 歌 - 種島ぽぷら（阿澄佳奈）、伊波まひる（藤田咲）、轟八千代（喜多村英梨）
第1話・第13話、第3期第14話ではエンディングテーマとして使用。
エンディングテーマ
「ハートのエッジに挑もう Go to Heart Edge」（第2話 - 第8話、第10話 - 第12話）
作詞 - サエキけんぞう / 作・編曲 - 神前暁 / 歌 - 小鳥遊宗太（福山潤）、佐藤潤（小野大輔）、相馬博臣（神谷浩史）
「ゴールデン・デイ」（第9話）
作詞 - サエキけんぞう / 作・編曲 - 石濱翔 / 歌 - 伊波まひる（藤田咲）
主題歌CDの単体での発売はなく、完全生産限定版DVD第5巻に付属。

第2期
オープニングテーマ「COOLISH WALK」（第2話 - 第13話）
作詞 - サエキけんぞう / 作・編曲 - 石濱翔 / 歌 - 種島ぽぷら（阿澄佳奈）、伊波まひる（藤田咲）、轟八千代（喜多村英梨）
第1話ではエンディングテーマとして使用。
エンディングテーマ「いつものようにLOVE&PEACE!!」（第2話 - 第13話）
作詞 - サエキけんぞう / 作・編曲 - 岡部啓一 / 歌 - 小鳥遊宗太（福山潤）、佐藤潤（小野大輔）、相馬博臣（神谷浩史）

第3期
オープニングテーマ「NOW!!!GAMBLE」（第2話 - 第14話）
作詞 - サエキけんぞう / 作・編曲 - 石濱翔 / 歌 - 種島ぽぷら（阿澄佳奈）、伊波まひる（藤田咲）、轟八千代（喜多村英梨）
第1話ではエンディングテーマとして使用。
エンディングテーマ「まつ毛にLOCK」（第2話 - 第13話）
作詞 - サエキけんぞう / 作・編曲 - 岡部啓一 / 歌 - 小鳥遊宗太（福山潤）、佐藤潤（小野大輔）、相馬博臣（神谷浩史）

### 各話リスト
| 話数   | サブタイトル                                       | 脚本       | 絵コンテ       | 演出            | 作画監督                                                      |
| 第1期  | 第1期                                              | 第1期      | 第1期          | 第1期           | 第1期                                                         |
| ------ | -------------------------------------------------- | ---------- | -------------- | --------------- | ------------------------------------------------------------- |
| 1品目  | ワグナリアへようこそ♪小鳥遊、働く。                | 平池芳正   | 平池芳正       | 唐戸光博        | 北田勝彦                                                      |
| 2品目  | 伊波、男性恐怖症。だって怖いんだもん…              | 平池芳正   | 平池芳正       | 高島大輔        | 松井啓一郎、近岡直 丸尾一、高瀬智章                           |
| 3品目  | 八千代と杏子と佐藤…と、帰ってきた音尾さん          | 十川梨香   | 名取孝浩       | 名取孝浩        | 川島尚、野田康行 朴性厚、高瀬智章                             |
| 4品目  | 相馬、さわやか すぎる青年                          | 木村暢     | 福田道生       | 松田清          | 坂崎忠                                                        |
| 5品目  | ある風邪の日に…、いつもと違うワグナリア            | 木村暢     | 島津裕行       | 遠藤晋          | 河野真貴、清水祐輔                                            |
| 6品目  | 宗太の憂鬱、小鳥遊家の女達                         | 兵頭一歩   | 鎌倉由実       | 鎌倉由実        | 原田大基                                                      |
| 7品目  | 久しぶりの音尾と、新しいバイト=山田（!?）          | 十川梨香   | 金﨑貴臣       | 鎌仲史陽        | 渡辺敬介                                                      |
| 8品目  | 伊波、はじめて？のお・で・か・け！                 | 十川梨香   | 徳本善信       | 徳本善信        | 川口千里                                                      |
| 9品目  | ことりちゃん登場!!                                 | 兵頭一歩   | 福田道生       | 渡辺健一郎      | 飯塚晴子                                                      |
| 10品目 | 疑惑の真相…、なずな働く。                          | 兵頭一歩   | 島津裕行       | 高島大輔        | 原由美子                                                      |
| 11品目 | あの頃の二人、八千代と佐藤。と、ようこそ小鳥遊家へ | 木村暢     | 金﨑貴臣       | 松田清          | 松井啓一郎                                                    |
| 12品目 | なぜか!?の決戦前夜。種島の恩返し                   | 木村暢     | 島津裕行       | 徳本善信        | 渡辺浩二                                                      |
| 13品目 | デートと言う名の"決戦"、小鳥遊と伊波のそれから…    | 兵頭一歩   | 福田道生       | 渡辺健一郎      | 足立慎吾、高瀬智章 道下康太                                   |
| 第2期  |                                                    |            |                |                 |                                                               |
| 1品目  | ぽぷらの意地                                       | 吉岡たかを | 大槻敦史       | 星野真          | 土屋祐太                                                      |
| 2品目  | 理想の家族計画                                     | 霧海正悟   | 島津裕行       | 佐藤正人        | 高瀬智章                                                      |
| 3品目  | スランプの理由（わけ）                             | 吉岡たかを | 藤森カズマ     | 鈴木健太郎      | 新垣一成                                                      |
| 4品目  | マンホールスパイラル                               | 伊藤美智子 | 金﨑貴臣       | 星野真          | 菊田幸一、小林恵祐                                            |
| 5品目  | ワグナリアの巨大な胃袋                             | 伊藤美智子 | 島津裕行       | 松田清          | 青木真理子、古川博之                                          |
| 6品目  | 就任、解任、もう堪忍                               | 霧海正悟   | 金﨑貴臣       | 中津環          | 加藤やすひさ、野田康行                                        |
| 7品目  | 恋のバッドチューニング                             | 吉岡たかを | 黒柳トシマサ   | 藤井辰己        | 渡辺敬介                                                      |
| 8品目  | 嗚呼、妹よ                                         | 伊藤美智子 | 金﨑貴臣       | 星野真          | 高瀬智章、小林恵祐 服部憲知、日向正樹                         |
| 9品目  | 愛はこんなにグローバル                             | 霧海正悟   | 鈴木健太郎     | 鈴木健太郎      | 新垣一成、土屋祐太 山野雅明、小林恵祐                         |
| 10品目 | ケータイ無問題（モーマンタイ）                     | 霧海正悟   | 金﨑貴臣       | 水本葉月        | 嶌田裕一、山中正博 佐々木貴宏                                 |
| 11品目 | 決意ですが、何か？                                 | 伊藤美智子 | 森田宏幸       | 佐藤真人        | 吉田優子、山野雅明                                            |
| 12品目 | デイジー死す                                       | 吉岡たかを | 中津環         | 中津環          | 坂﨑忠                                                        |
| 13品目 | さよならぽぷら                                     | 吉岡たかを | 藤森かずま     | 星野真          | 加藤やすひさ、山野雅明 土屋祐太、小林恵祐 原田大基、足立慎吾  |
| 第3期  |                                                    |            |                |                 |                                                               |
| 1品目  | ワグナリア戦線異状なし                             | 吉岡たかを | 鎌倉由実       | 鎌倉由実        | 足立慎吾                                                      |
| 2品目  | 愛の嵐!?                                           | 霧海正悟   | 秋山勝仁       | 越田知明        | 鈴木豪、西口智也                                              |
| 3品目  | 史上最大の夜                                       | 伊藤美智子 | 鎌倉由実       | 平向智子        | 伊集院いづろ                                                  |
| 4品目  | ハート・ノッカー                                   | 霧海正悟   | もとやまいちか | 岩月甚          | 鷲田敏弥、窪敏 竹田欣弘、重松晋一 蒼依ふたば                  |
| 5品目  | スーパーバッグ・イン・ザ・ハート                   | 伊藤美智子 | 鎌倉由実       | 飛田剛          | 中野繭子                                                      |
| 6品目  | 山田、やまーだ                                     | 吉岡たかを | 大畑清隆       | 大畑清隆        | 滝山真哲                                                      |
| 7品目  | グッバイ山田（ガール）                             | 吉岡たかを | 金子玲         | 越田知明        | 鈴木豪、伊集院いづろ 秋月彩                                   |
| 8品目  | ミスティック・シュガー                             | 霧海正悟   | 大畑清隆       | 藤本ジ朗        | 重松晋一、櫻井拓朗 蒼依ふたば、窪敏                           |
| 9品目  | 危険な事情                                         | 霧海正悟   | 金崎貴臣       | 高藤聡          | 西口智也、中野繭子                                            |
| 10品目 | その女シズカ                                       | 伊藤美智子 | 石平信司       | 飛田剛          | 秋月彩、前田学史                                              |
| 11品目 | 愛と追憶のなにか                                   | 伊藤美智子 | 金子玲         | こさや          | 針場裕子、西川絵奈 川村夏生                                   |
| 12品目 | ワーキング・ガール?                                | 吉岡たかを | 山下祐         | 嵯峨敏          | 重松晋一、門智昭 烏山冬美、佐藤敏明 鈴木豪、西口智也 中野繭子 |
| 13品目 | まひるの決闘                                       | 吉岡たかを | 鎌倉由実       | 越田知明        | 滝山真哲、伊集院いづろ                                        |
| 14品目 | ロード・オブ・ザ・小鳥遊                           | 吉岡たかを | 鎌倉由実       | 若林信 鎌倉由実 | 西口智也、中野繭子 鈴木豪、足立慎吾                           |

### 放送局
| 放送地域                                     | 放送局              | 放送期間                      | 放送日時                     | 放送系列            | 備考                                |
| 第1期 第1話先行放送                          | 第1期 第1話先行放送 | 第1期 第1話先行放送           | 第1期 第1話先行放送          | 第1期 第1話先行放送 | 第1期 第1話先行放送                 |
| -------------------------------------------- | ------------------- | ----------------------------- | ---------------------------- | ------------------- | ----------------------------------- |
| 東京都                                       | TOKYO MX            | 2010年3月6日                  | 土曜 22:30 - 23:00           | 独立UHF局           |                                     |
| 近畿広域圏                                   | 読売テレビ          | 2010年3月9日                  | 火曜 2:25 - 2:55（月曜深夜） | 日本テレビ系列      |                                     |
| 第1期                                        |                     |                               |                              |                     |                                     |
| 東京都                                       | TOKYO MX            | 2010年4月4日 - 6月27日        | 日曜 23:00 - 23:30           | 独立UHF局           | 『E!TV』枠                          |
| 北海道                                       | 札幌テレビ          | 2010年4月6日 - 6月29日        | 火曜 1:29 - 1:59（月曜深夜） | 日本テレビ系列      | 作品の舞台地                        |
| 近畿広域圏                                   | 読売テレビ          | 2010年4月6日 - 6月29日        | 火曜 1:44 - 2:14（月曜深夜） | 日本テレビ系列      | 製作委員会参加 『MONDAY PARK』第1部 |
| 中京広域圏                                   | 中京テレビ          | 2010年4月7日 - 6月30日        | 水曜 2:44 - 3:14（火曜深夜） | 日本テレビ系列      |                                     |
| 日本全域                                     | AT-X                | 2010年4月27日 - 7月20日       | 火曜 8:00 - 8:30             | CS放送              | リピート放送あり                    |
| 栃木県                                       | とちぎテレビ        | 2011年7月2日 - 9月24日        | 土曜 23:30 - 日曜 0:00       | 独立UHF局           |                                     |
| 群馬県                                       | 群馬テレビ          | 2011年7月2日 - 9月24日        | 土曜 23:30 - 日曜 0:00       | 独立UHF局           |                                     |
| 日本全域                                     | キッズステーション  | 2011年7月7日 - 9月29日        | 木曜 23:00 - 23:30           | CS放送              | 『エリア23』枠 リピート放送あり     |
| 日本全域                                     | BS11                | 2011年7月9日 - 10月1日        | 土曜 23:30 - 日曜 0:00       | BS放送              | 『ANIME+』枠                        |
| 第2期 第1話先行放送                          |                     |                               |                              |                     |                                     |
| 東京都                                       | TOKYO MX            | 2011年9月3日                  | 土曜 23:30 - 日曜 0:00       | 独立局              | 『E!TV』枠                          |
| 栃木県                                       | とちぎテレビ        | 2011年9月3日                  | 土曜 23:30 - 日曜 0:00       | 独立局              |                                     |
| 群馬県                                       | 群馬テレビ          | 2011年9月3日                  | 土曜 23:30 - 日曜 0:00       | 独立局              |                                     |
| 近畿広域圏                                   | 読売テレビ          | 2011年9月6日                  | 火曜 3:04 - 3:34（月曜深夜） | 日本テレビ系列      |                                     |
| 日本全域                                     | BS11                | 2011年9月10日                 | 土曜 23:30 - 日曜 0:00       | BS放送              | 『ANIME+』枠                        |
| 第2期                                        |                     |                               |                              |                     |                                     |
| 東京都                                       | TOKYO MX            | 2011年10月1日 - 12月24日      | 土曜 23:30 - 日曜 0:00       | 独立局              | 『E!TV』枠                          |
| 栃木県                                       | とちぎテレビ        | 2011年10月1日 - 12月24日      | 土曜 23:30 - 日曜 0:00       | 独立局              |                                     |
| 群馬県                                       | 群馬テレビ          | 2011年10月1日 - 12月24日      | 土曜 23:30 - 日曜 0:00       | 独立局              |                                     |
| 北海道                                       | 札幌テレビ          | 2011年10月4日 - 12月27日      | 火曜 1:43 - 2:13（月曜深夜） | 日本テレビ系列      | 作品の舞台地                        |
| 近畿広域圏                                   | 読売テレビ          | 2011年10月4日 - 12月27日      | 火曜 1:44 - 2:14（月曜深夜） | 日本テレビ系列      | 『MONDAY PARK』第1部                |
| 中京広域圏                                   | 中京テレビ          | 2011年10月5日 - 12月28日      | 水曜 2:44 - 3:14（火曜深夜） | 日本テレビ系列      |                                     |
| 日本全域                                     | BS11                | 2011年10月8日 - 12月31日      | 土曜 23:30 - 日曜 0:00       | BS放送              | 『ANIME+』枠                        |
| 日本全域                                     | AT-X                | 2011年10月16日 - 2012年1月8日 | 日曜 10:00 - 10:30           | CS放送              | リピート放送あり                    |
| 日本全域                                     | キッズステーション  | 2011年10月27日 - 2012年2月2日 | 木曜 23:00 - 23:30           | CS放送              | 『エリア23』枠 リピート放送あり     |
| 第3期                                        |                     |                               |                              |                     |                                     |
| 東京都                                       | TOKYO MX            | 2015年7月5日 - 9月27日        | 日曜 0:30 - 1:00（土曜深夜） | 独立局              |                                     |
| 栃木県                                       | とちぎテレビ        | 2015年7月5日 - 9月27日        | 日曜 0:30 - 1:00（土曜深夜） | 独立局              |                                     |
| 群馬県                                       | 群馬テレビ          | 2015年7月5日 - 9月27日        | 日曜 0:30 - 1:00（土曜深夜） | 独立局              |                                     |
| 愛知県                                       | テレビ愛知          | 2015年7月5日 - 9月27日        | 日曜 1:50 - 2:20（土曜深夜） | テレビ東京系列      | 第1期・第2期は中京テレビで放送      |
| 近畿広域圏                                   | 読売テレビ          | 2015年7月7日 - 9月29日        | 火曜 1:59 - 2:31（月曜深夜） | 日本テレビ系列      | 製作委員会参加 『MANPA』第1部       |
| 北海道                                       | 札幌テレビ          | 2015年7月8日 - 9月30日        | 水曜 2:04 - 2:34（火曜深夜） | 日本テレビ系列      | 作品の舞台地                        |
| 日本全域                                     | AT-X                | 2015年7月10日 - 10月2日       | 金曜 18:00 - 18:30           | CS放送              | リピート放送あり                    |
| 日本全域                                     | BS11                | 2015年7月12日 - 10月4日       | 日曜 0:30 - 1:00（土曜深夜） | BS放送              | 『ANIME+』枠                        |
| 最終回すぺしゃる「ロード・オブ・ザ・小鳥遊」 |                     |                               |                              |                     |                                     |
| 東京都                                       | TOKYO MX            | 2015年12月26日                | 土曜 23:30 - 日曜 0:30       | 独立局              |                                     |
| 群馬県                                       | 群馬テレビ          | 2015年12月26日                | 土曜 23:30 - 日曜 0:30       | 独立局              |                                     |
| 栃木県                                       | とちぎテレビ        | 2015年12月26日                | 土曜 23:55 - 日曜 0:55       | 独立局              |                                     |
| 日本全域                                     | AT-X                | 2015年12月27日                | 日曜 15:00 - 16:00           | CS放送              | リピート放送あり                    |
| 北海道                                       | 札幌テレビ          | 2015年12月28日                | 月曜 1:25 - 2:25（日曜深夜） | 日本テレビ系列      | 作品の舞台地                        |
| 愛知県                                       | テレビ愛知          | 2015年12月28日                | 月曜 3:22 - 4:22（日曜深夜） | テレビ東京系列      |                                     |
| 近畿広域圏                                   | 読売テレビ          | 2015年12月29日                | 火曜 3:55 - 4:55（月曜深夜） | 日本テレビ系列      | 製作委員会参加 『MANPA』枠          |
| 日本全域                                     | BS11                | 2015年12月31日                | 木曜 19:00 - 20:00           | BS放送              |                                     |

| 配信サイト         | 配信期間                     | 配信時間                     | 備考      |
| 第2期              | 第2期                        | 第2期                        | 第2期     |
| ------------------ | ---------------------------- | ---------------------------- | --------- |
| ニコニコ生放送     | 2011年10月9日 - 2012年1月1日 | 日曜 1:00 - 1:30（土曜深夜） |           |
| ニコニコチャンネル | 2011年10月9日 - 2012年1月1日 | 日曜 1:30（土曜深夜） 更新   |           |
| 第3期              |                              |                              |           |
| ニコニコチャンネル | 2015年7月7日 - 9月29日       | 火曜 12:00 更新              | 1週間無料 |
| GYAO!              | 2015年7月7日 - 9月29日       | 火曜 12:00 更新              | 1週間無料 |
| バンダイチャンネル | 2015年7月7日 - 9月29日       | 火曜 12:00 更新              | 1週間無料 |
| ひかりTV           | 2015年7月7日 - 9月29日       | 火曜 12:00 更新              |           |
| ビデオマーケット   | 2015年7月7日 - 9月29日       | 火曜 12:00 更新              |           |
| dアニメストア      | 2015年7月7日 - 9月29日       | 火曜 12:00 更新              |           |
| ニコニコ生放送     | 2015年7月7日 - 9月29日       | 火曜 23:00 - 23:30           |           |
| アニメパス         | 2015年7月10日 - 10月2日      | 金曜 12:00 更新              |           |
| アニメ放題         | 2015年7月14日 - 10月6日      | 火曜 12:00 更新              |           |
| U-NEXT             | 2015年7月14日 - 10月6日      | 火曜 12:00 更新              |           |

### BD / DVD
第1期はDVDのみの展開であったが（後にBlu-ray BOXとして発売した）、第2期はBlu-ray DiscとDVDの2種類の展開となる。
一般的に巻数を重ねるほど販売本数は落ちるとされているが、オリコンの週間DVDアニメチャートに1期の6巻、7巻が1位となる、また、各巻がトップ10にランクインすることも多く商業的にも高い売り上げとなっている。
| 巻数 | 発売日         | 収録内容       | 完全生産限定版特典                                                     | キャラクターコメンタリー（奇数話） |
| ---- | -------------- | -------------- | ---------------------------------------------------------------------- | ---------------------------------- |
| 1    | 2010年4月21日  | 1品目          | 主題歌CD、描き下ろし漫画、三方背クリアケース                           | 小鳥遊宗太・種島ぽぷら・白藤杏子   |
| 2    | 2010年6月2日   | 2品目・3品目   | オリジナルサウンドトラックCD Vol.1、三方背クリアケース                 | 佐藤潤・轟八千代                   |
| 3    | 2010年6月23日  | 4品目・5品目   | ドラマCD、描き下ろし漫画、三方背クリアケース                           | 佐藤潤・相馬博臣                   |
| 4    | 2010年7月21日  | 6品目・7品目   | ドラマCD、三方背クリアケース                                           | 小鳥遊宗太・山田葵                 |
| 5    | 2010年8月25日  | 8品目・9品目   | オリジナルサウンドトラックCD Vol.2、描き下ろし漫画、三方背クリアケース | 種島ぽぷら・伊波まひる             |
| 6    | 2010年9月22日  | 10品目・11品目 | ドラマCD、三方背クリアケース                                           | 相馬博臣・山田葵                   |
| 7    | 2010年10月27日 | 12品目・13品目 | ラジオCD「YAMAKING!!」DVD出張版、三方背クリアケース                    | 小鳥遊宗太・種島ぽぷら・伊波まひる |

| 巻数 | 発売日         | 収録内容       | 完全生産限定版特典                                                                          | キャラクターコメンタリー（奇数話）   |
| ---- | -------------- | -------------- | ------------------------------------------------------------------------------------------- | ------------------------------------ |
| 1    | 2011年11月2日  | 1品目          | 主題歌CD、特典映像（ワグナリア〜夏の大大感謝祭〜2011 前編110分）                            | 種島ぽぷら、轟八千代、山田葵         |
| 2    | 2011年11月23日 | 2品目・3品目   | オリジナルサウンドトラックCD Vol.1、 特典映像（ワグナリア〜夏の大大感謝祭〜2011 後編50分）  | 小鳥遊宗太、小鳥遊なずな、相馬博臣   |
| 3    | 2011年12月21日 | 4品目・5品目   | ドラマCD、描き下ろし漫画                                                                    | 種島ぽぷら、佐藤潤、轟八千代         |
| 4    | 2012年1月25日  | 6品目・7品目   | オリジナルサウンドトラック Vol.2                                                            | 小鳥遊宗太、伊波まひる、山田桐生     |
| 5    | 2012年2月22日  | 8品目・9品目   | ドラマCD、三方背クリアケース、 イベント「ワグナリア〜春の大大大感謝祭〜」チケット優先購入券 | 小鳥遊梢、真柴陽平、真柴美月         |
| 6    | 2012年3月21日  | 10品目・11品目 | ラジオCD「出張版 YAMAKING'!!」、描き下ろし漫画、ワグナリア メニュー表                       | 伊波まひる、佐藤潤、相馬博臣         |
| 7    | 2012年4月25日  | 12品目・13品目 | ドラマCD                                                                                    | 小鳥遊宗太、佐藤潤、相馬博臣、山田葵 |

| 巻数 | 発売日         | 収録内容       | 完全生産限定版特典 | キャラクターコメンタリー（奇数話） |
| ---- | -------------- | -------------- | --- | ---------------------------------- |
| 1    | 2015年8月12日  | 1品目          | 主題歌CD | 小鳥遊宗太、佐藤潤、相馬博臣       |
| 2    | 2015年9月9日   | 2品目・3品目   | 特典映像（ワグナリア〜夏の小感謝祭〜全編） | 伊波まひる、轟八千代、山田葵       |
| 3    | 2015年10月14日 | 4品目・5品目   | ドラマCD | 種島ぽぷら、轟八千代、佐藤潤       |
| 4    | 2015年11月11日 | 6品目・7品目   | ソロ主題歌CD（種島ぽぷら、相馬博臣）、ミニサウンドトラック                                                                                     | 相馬博臣、山田葵、山田桐生         |
| 5    | 2015年12月9日  | 8品目・9品目   | ソロ主題歌CD（伊波まひる、小鳥遊宗太）、ミニサウンドトラック                                                                                   | 小鳥遊宗太・一枝・泉・梢・なずな   |
| 6    | 2016年1月13日  | 10品目・11品目 | ソロ主題歌CD（轟八千代、佐藤潤）、ミニサウンドトラック                                                                                         | 伊波まひる、佐藤潤、相馬博臣       |
| 7    | 2016年2月10日  | 12品目・13品目 | ドラマCD | 小鳥遊宗太、種島ぽぷら、伊波まひる |
| SP   | 2016年3月30日  | 14品目         | 特典映像（ノンクレジットED、SPOT、キャラクタートレーラー） イベント「これでさいごだよっ!ワグナリア〜初夏の大大大大感謝祭〜」チケット優先購入券 |                                    |

### Blu-ray BOX
『WORKING!!PERFECT☆Blu-ray BOX』2011年8月24日発売。放送時はSD画質だったマスターを再撮影によってHDリマスター化している。
キャラクターデザイン：足立慎吾描き下ろし三方背BOX&デジパック仕様、特典BD：イベント「ワグナリア〜夏の大感謝祭〜」昼の部・夜の部、特製ブックレット、原作者：高津カリノ書き下ろし全話キャラクターコメンタリー などを収録。
『WORKING'!!Wonderful★Blu-ray BOX』2015年4月22日発売。

### Webラジオ
2010年5月21日から同年10月29日まで、アニメ公式サイトにて「YAMAKING!!（ヤマーキング）」のタイトルで配信された。全13回。第1・第3・第5金曜日更新。
2011年4月2日にテレビアニメ第2期決定記念として第14回が配信された後、毎月発売されるキャラクターソングの発売に合わせ、それを歌っているキャラの声優が月替わりでパーソナリティを務めている。番組名もパーソナリティに合わせ、変更されている。
2011年10月7日から2012年5月18日まで、アニメ公式サイトにて「YAMAKING'!!（ヤマーキング）」のタイトルで配信された。全18回。第1・第3・第5金曜日更新。また、2012年6月29日に公式Twitterフォロワー限定の特別版が配信された。
2015年6月19日から2016年5月20日まで、アニメ公式サイトにて「YAMAKING!!!（ヤマーキング）」のタイトルで配信された。全23回。第1・第3金曜日更新。

#### YAMAKING!!
パーソナリティ
- 広橋涼（山田葵 役）

コーナー
- 今日の山田
- メール&うさんくさいメール
- ワグナリアの常識
- じゃあ16です
- 北の国の方から

オープニングとエンディングでは「YAMAKING!!は山田と○○の提供でお送りします。/した。」というナレーションが入る。（#13以外）
| 回数 | ゲスト                      | オープニング提供                               | エンディング提供                   |
| ---- | --------------------------- | ---------------------------------------------- | ---------------------------------- |
| #1   | なし                        | ご覧のスポンサー                               | ご覧のスポンサー                   |
| #2   | 阿澄佳奈（種島ぽぷら 役）   | 博多ぶらぶら                                   | 二◯加煎餅                          |
| #3   | 渡辺久美子（白藤杏子 役）   | マッスルプロテイン                             | メキシコプロレスマスク製造所       |
| #4   | 中田譲治（音尾兵吾 役）     | 壬生寺                                         | 手漕ぎ全国ボート協会               |
| #5   | 斎藤桃子（小鳥遊なずな 役） | 斎藤桃子                                       | あなたの街の何か                   |
| #6   | なし                        | わんこケーキ                                   | ハワイ寿司                         |
| #7   | 川瀬晶子（松本麻耶 役）     | 遺跡推進委員会                                 | 普通声優を応援する会               |
| #8   | 日笠陽子（小鳥遊泉 役）     | Blu-rayを見た霊が顔が真っ青ワオ！              | お盆ボンボンボボンボン             |
| #9   | 藤田咲（伊波まひる 役）     | せんべいは何でもおいしい亀田製菓               | レタスとジャガイモ                 |
| #10  | 喜多村英梨（轟八千代 役）   | 口笛吹けなくても大丈夫だよ                     | DJしゃべぞう                       |
| #11  | 白石涼子（小鳥遊一枝 役）   | あれやっべなんにも考えてなかった               | だがら何も考えてなかった           |
| #12  | 神谷浩史（相馬博臣 役）     | 一ノ宮カンパニー                               | 僕のポケットマネー                 |
| #13  | なし                        | [ 注 7 ]                                       | [ 注 8 ]                           |
| #14  | 伊藤静（小鳥遊梢 役）       | 那須アルパカ牧場キングオブもふもふシナモンさん | 那須アルパカ牧場キッス大好き星さん |

#### キャラソング発売特番
- #15 TAKAKING!!&TANEKING!!（パーソナリティ：福山潤、阿澄佳奈。ゲスト：広橋涼）
- #16 INAKING&TODOKING!!（パーソナリティ：藤田咲、喜多村英梨。ゲスト：広橋涼）
- #17 ONOKING&SOKING!!（パーソナリティ：小野大輔、神谷浩史。ゲスト：広橋涼）
- #18 YAMAKING!!（パーソナリティ：広橋涼）

#### YAMAKING'!!
パーソナリティ
- 広橋涼（山田葵 役）

コーナー
- 今日の山田'
- メール&うさんくさいメール'
- ワグナリアの常識'
- じゃあ16です'
- 北の国の方から'
- ワグナリア履歴書

オープニングとエンディングでは「YAMAKING!!'は山田と○○の提供でお送りします。/した。」というナレーションが入る。
| 回数   | ゲスト                                                                        | オープニング提供                           | エンディング提供                                           |
| ------ | ----------------------------------------------------------------------------- | ------------------------------------------ | ---------------------------------------------------------- |
| #1     | 福山潤（小鳥遊宗太 役）                                                       | 歌舞伎町のカラス                           | ダイナマイト小野                                           |
| #2     | 小野ダイナマイト（佐藤潤 役）                                                 | 小野家具                                   | 小野家具                                                   |
| #3     | 神谷浩史（相馬博臣 役）                                                       | 相変わらず一ノ宮カンパニー                 | やっぱり一ノ宮カンパニー                                   |
| #4     | 阿澄佳奈（種島ぽぷら 役）                                                     | 田中                                       | 鈴木、それから加藤                                         |
| #5     | 中村悠一（真柴陽平 役）                                                       | 来いよベネットでお馴染みコマンドー         | 南サンドリアらいおん亭                                     |
| #6     | 戸松遥（真柴美月 役）                                                         | 戸松遥                                     | 戸松遥                                                     |
| #7     | 日野聡（山田桐生 役）                                                         | スティーヴン・スピルバーグ                 | ヤマダ電機                                                 |
| #8     | 渡辺久美子（白藤杏子 役）                                                     | カニっぽいものを作る会                     | かにーぱみゅぱみゅ                                         |
| #9     | 白石涼子（小鳥遊一枝 役）                                                     | 鼻かぜブヒッ                               | 右鼻が詰まりやすいんです                                   |
| #10    | 日笠陽子（小鳥遊泉 役）                                                       | カリノ先生が、カリカリしてる、のぉーー！！ | し、静さんがぁ！銀座でスーシーをしずしず、食べたかぁ…静ぁ… |
| #11    | 伊藤静（小鳥遊梢 役）                                                         | 他人の名前でスベりまくった日笠陽子ちゃん   | 鮭を咥えた熊の置物                                         |
| #12    | 斎藤桃子（小鳥遊なずな 役）                                                   | 私もiPadが欲しいの会                       | iPad3でもいいですよ是非下さい                              |
| #13    | 中田譲治（音尾兵吾 役）                                                       | 竹橋区町おこし振興組合                     | 全日本ミトコンドリア研究会                                 |
| #14    | 岩男潤子（音尾春菜 役）                                                       | 九州は大分、湯の町別府                     | 九州は大分、湯の町別府                                     |
| #15    | 川瀬晶子（松本麻耶 役）                                                       | コスプレはやりきったもん勝ちだぞ           | 今無性にパフェが食べたい                                   |
| #16    | 藤田咲（伊波まひる 役）                                                       | ドアーズ                                   | 株式会社日本タオル検査協会                                 |
| #17    | なし                                                                          | 地球                                       | 地球                                                       |
| #18    | 阿澄佳奈（種島ぽぷら 役）、藤田咲（伊波まひる 役）、喜多村英梨（轟八千代 役） | 佐藤水産と佐藤水産と佐藤水産               | ポプラファームと龍鳳と喜多村英梨                           |
| 特別版 | 喜多村英梨（轟八千代 役）                                                     |                                            |                                                            |

#### YAMAKING!!!
パーソナリティ
- 広橋涼（山田葵 役）

コーナー
- 今日の山田！
- メール&うさんくさいメール！
- ワグナリアの常識！
- じゃあ16です！
- 北の国の方から2015家族！

オープニングとエンディングでは「YAMAKING!!!は山田と○○の提供でお送りします。/した。」というナレーションが入る。
| 回数 | ゲスト                                                                        | オープニング提供                                                                                          | エンディング提供 |
| ---- | ----------------------------------------------------------------------------- | --- | --- |
| #1   | 福山潤（小鳥遊宗太 役）                                                       | 裸のガンを持つ小野と山田以外の善意とその女、渡辺につきと7人の魔女とや～すおと洗っても洗っても落ちない汚れ | 先ほどお聞きいただいた |
| #2   | 喜多村英梨（轟八千代 役）                                                     | Talking WORKING YAMAKING 寝る女、愛のパルフェ                                                             | 先ほどお聞きいただいた |
| #3   | 藤田咲（伊波まひる 役）                                                       | コニカミノルタプラネタリウム、サーティワンアイスクリーム、世の中の無添加と名の付くものすべて              | 先ほどお聞きいただいた |
| #4   | 神谷浩史（相馬博臣 役）                                                       | ロイヤル三姉妹の三女ドミニク                                                                              | 『う～んマンダム』でお馴染みのチャールズ・ブロンソン |
| #5   | 小野ダイナマイト（佐藤潤 役）                                                 | 高須クリニック                                                                                            | 小野家具 |
| #6   | 日野聡（山田桐生 役）                                                         | 日野自動車                                                                                                | ヤマハ |
| #7   | 阿澄佳奈（種島ぽぷら 役）                                                     | 太田 | ご覧のスポンサー |
| #8   | 渡辺久美子（白藤杏子 役）                                                     | ウサギのぴょんちゃん…にゃんこが食べた                                                                     | 鼻ピアスは犬に噛んでもらえれば簡単に開くにょす |
| #9   | 中田譲治（音尾兵吾 役）                                                       | ベネチア聖地巡り隊                                                                                        | 全日本ワールドカップベスト4応援会 |
| #10  | 白石涼子（小鳥遊一枝 役）                                                     | 青二プロダクション                                                                                        | 青二塾大阪校 |
| #11  | 日笠陽子（小鳥遊泉 役）                                                       | ねぇ、ドカベン…このトイレとっても除菌されてる…ひどいトイレだ…                                             | 広橋さん、ピザって10回言ってください。「ピザピザピザピザピザピザピザピザピザピザ」ここは？「ひじ？」11月10日はピザの日！ |
| #12  | 伊藤静（小鳥遊梢 役）                                                         | 丸くなったらしい日笠陽子さん                                                                              | 四姉妹のコースターを作ってる人 |
| #13  | 斎藤桃子（小鳥遊なずな 役）                                                   | 今度は私のお母さんがiPadを欲しがっているの会2015                                                          | 皆さん、よいお年を！ |
| #14  | 阿澄佳奈（種島ぽぷら 役）、藤田咲（伊波まひる 役）、喜多村英梨（轟八千代 役） | マッキーと崎陽軒とオラオラオラオラオラオラオラオラオラオラオラオラ！！！！                                | 柴漬とたふたふと鎖帷子 |
| #15  | 折笠愛（小鳥遊静 役）                                                         | メデューサじゃないよ、な折笠愛                                                                            | 夜のドライブをこよなく愛する折笠愛 |
| #16  | 遊佐浩二（峰岸透 役）                                                         | あなたのそばにいつもある、明るい家族計画自販機協会                                                        | あなたのそばにいつもある、夜のみオープンエッチ本自販機販売協会 |
| #17  | 井上喜久子（菊乃 役）                                                         | 秘密組織17歳教リターンズ                                                                                  | 秘密結社17歳教アタック |
| #18  | 岩男潤子（音尾春菜 役）                                                       | 4月3日スタートKBS京都ラジオ岩男潤子のハッピーフライト                                                     | 4月3日スタートKBS京都ラジオ岩男潤子のハッピーフライト |
| #19  | 足立慎吾（キャラクターデザイン/総作画監督）                                   | ワグナリアアインクラッド店                                                                                | ワグナリアアインクラッド店 |
| #20  | 戸松遥（真柴美月 役）                                                         | ツマグロ                                                                                                  | ウバザメ |
| #21  | 中村悠一（真柴陽平 役）                                                       | 七人の侍                                                                                                  | 南グスタベルクリーピングリジー |
| #22  | 川瀬晶子（松本麻耶 役）                                                       | あれ？今日セリフあったっけ？                                                                              | 娘は葵じゃないよ |
| #23  | 阿澄佳奈（種島ぽぷら 役）                                                     | ビーバー                                                                                                  | えっと、あっ、そうあの北の国の方からやんなかったじゃん。あのー間に合うかな分かんないけど、うちのお母さんが大分でTBSさんかなんかのニュースのインタビューを受けたそうでどっかの夕方のニュースに出るかも知れません。見たらよろしくね。 |

### 主なイベント
2010年7月25日に赤坂BLITZにて主要声優陣が出演の『ワグナリア 〜夏の大感謝祭〜』が2部制で開催された（山田役の広橋涼は第1部のみの出演）。なお、この模様は別途DVD化されているほか、BD-BOXにも収録されている。
2011年6月26日には日本青年館大ホールにて主要声優陣が出演の『ワグナリア〜夏の大大感謝祭〜2011』が開催された。この模様は、第2期の第1巻の完全生産限定版に映像特典として前編が、第2巻に後編がそれぞれ収録されている。
2012年4月15日には東京都北区王子にある北とぴあにて主要声優陣が出演の『ワグナリア〜春の大大大感謝祭〜』が開催された（出演者：福山潤、阿澄佳奈、藤田咲、喜多村英梨、小野大輔、神谷浩史、広橋涼）。このときの模様は、日本および台湾の計40カ所の映画館に生中継された。この模様は、同年7月にBlu-ray、DVDで発売された
2015年6月7日には品川インターシティホールにて主要声優陣が出演の『ワグナリア〜夏の小感謝祭〜』が開催された（出演者：福山潤、阿澄佳奈、藤田咲、喜多村英梨、小野大輔、広橋涼）。この模様は、第3期Blu-ray/DVDの第2巻に映像特典として収録されている。
2016年5月15日には市川市文化会館にて主要声優陣が出演の『これでさいごだよっ！ワグナリア〜初夏の大大大大感謝祭〜』が開催された（出演者：福山潤、阿澄佳奈、藤田咲、喜多村英梨、小野大輔、神谷浩史、広橋涼、日笠陽子、日野聡、戸松遥、斎藤桃子）。この模様は、WWW.WORKING!!第1巻、『Blu-ray/DVD限定メニューだよっ！「ワグナリア〜初夏の大大大大感謝祭〜」同梱版』に特典DVDとして同梱された。

### 関連CD

#### キャラクターソング

##### Vol.1
小鳥遊宗太のキャラクターソングで、小鳥遊宗太役の福山潤が歌っている。
収録曲
1. Sweet Little Things [3:58]
作詞：ヤスカワショウゴ、作曲・編曲：石濱翔
2. ワグナリア賛歌〜a day of 小鳥遊宗太 [3:36]
作詞：uRy、作曲・編曲：岡部啓一
3. Sweet Little Things（Off Vocal Version）
4. ワグナリア賛歌〜a day of 小鳥遊宗太（Off Vocal Version）

##### Vol.2
種島ぽぷら のキャラクターソングで、種島ぽぷら役の阿澄佳奈が歌っている。
収録曲
1. SMILE + SMILES [4:30]
作詞：ヤスカワショウゴ、作曲・編曲：田中秀和
2. ワグナリア賛歌〜a day of 種島ぽぷら [3:38]
3. SMILE + SMILES（Off Vocal Version）
4. ワグナリア賛歌〜a day of 種島ぽぷら（Off Vocal Version）

##### Vol.3
伊波まひるのキャラクターソングで、伊波まひる役の藤田咲が歌っている。
収録曲
（全編曲：田中秀和）
1. 純情PUNCH [4:42]
作詞：ヤスカワショウゴ、作曲：田中秀和
2. ワグナリア賛歌〜a day of 伊波まひる [3:40]
作詞：uRy、作曲：岡部啓一
3. 純情PUNCH（Off Vocal Version）
4. ワグナリア賛歌〜a day of 伊波まひる（Off Vocal Version）

##### Vol.4
轟八千代のキャラクターソングで、轟八千代役の喜多村英梨が歌っている。
収録曲
1. Colorful Days [4:20]
作詞：ヤスカワショウゴ、作曲・編曲：田中秀和
2. ワグナリア賛歌〜a day of 轟八千代 [3:26]
作詞：uRy、作曲・編曲：岡部啓一
3. Colorful Days（Off Vocal Version）
4. ワグナリア賛歌〜a day of 轟八千代（Off Vocal Version）

##### Vol.5
相馬博臣のキャラクターソングで、相馬博臣役の神谷浩史が歌っている。
収録曲
1. not so bad [4:23]
作詞：ヤスカワショウゴ、作曲・編曲：田中秀和
2. ワグナリア賛歌〜a day of 相馬博臣 [4:19]
作詞：uRy、作曲・編曲：岡部啓一
3. not so bad（Off Vocal Version）
4. ワグナリア賛歌〜a day of 相馬博臣（Off Vocal Version）

##### Vol.6
佐藤潤のキャラクターソングで、佐藤潤役の小野大輔が歌っている。
収録曲
1. SUGAR & SPICE [3:51]
作詞：Funta3、作曲・編曲：Funta7
2. ワグナリア賛歌〜a day of 佐藤潤 [3:52]
作詞：uRy、作曲：岡部啓一
3. SUGAR & SPICE（Off Vocal Version）
4. ワグナリア賛歌〜a day of 佐藤潤（Off Vocal Version）

##### Vol.7
山田葵のキャラクターソングで、山田葵役の広橋涼が歌っている。
収録曲（全編曲：田中秀和）
1. MOTTO! [3:52]
作詞：ヤスカワショウゴ、作曲：田中秀和
2. ワグナリア賛歌〜a day of 山田葵 [3:44]
作詞：uRy、作曲：岡部啓一
3. MOTTO!（Off Vocal Version）
4. ワグナリア賛歌〜a day of 山田葵（Off Vocal Version）

##### フルコース
これまでのシングルを収録したアルバム。
収録曲
1. Sweet Little Things [3:58]
歌：小鳥遊宗太 starring 福山潤
2. ワグナリア賛歌〜a day of 小鳥遊宗太 [3:36]
歌：小鳥遊宗太 starring 福山潤
3. SMILE + SMILES [4:30]
歌：種島ぽぷら starring 阿澄佳奈
4. ワグナリア賛歌〜a day of 種島ぽぷら [3:38]
歌：種島ぽぷら starring 阿澄佳奈
5. 純情PUNCH [4:42]
歌：伊波まひる starring 藤田咲
6. ワグナリア賛歌〜a day of 伊波まひる [3:40]
歌：伊波まひる starring 藤田咲
7. Colorful Days [4:20]
歌：轟八千代 starring 喜多村英梨
8. ワグナリア賛歌〜a day of 轟八千代 [3:26]
歌：轟八千代 starring 喜多村英梨
9. not so bad [4:23]
歌：相馬博臣 starring 神谷浩史
10. ワグナリア賛歌〜a day of 相馬博臣 [4:19]
歌：相馬博臣 starring 神谷浩史
11. SUGAR & SPICE [3:51]
歌：佐藤潤 starring 小野大輔
12. ワグナリア賛歌〜a day of 佐藤潤 [3:52]
歌：佐藤潤 starring 小野大輔
13. MOTTO! [3:52]
歌：山田葵 starring 広橋涼
14. ワグナリア賛歌〜a day of 山田葵 [3:44]
歌：山田葵 starring 広橋涼

## 舞台
2012年5月11日から20日にて、全労済ホールスペース・ゼロにて上演。2012年10月6日にDVDを発売。

### キャスト（舞台）
メインキャストについては登場人物の項を参照。
- 常連客：岩男潤子

### スタッフ（舞台）
- 脚本 - もぎひろむ
- 脚色・演出 - 伊勢直弘（bpm）
- 舞台監督 - 白石定
- 美術 - 福田暢秀
- 照明 - 川口丞
- 音響 - 門田圭介
- ヘアメイク - 茂木美緒
- 音楽 - ソニー・ミュージックエンタテインメント
- 制作 - CLIE
- 主催 - 舞台版「WORKING!!」製作委員会